# Afrique subsaharienne
L'Afrique subsaharienne ou simplement la Subsaharie est l'étendue du continent africain au sud du Sahara, séparée écologiquement des pays du Nord par le climat rude du plus vaste désert chaud du monde. Elle est parfois nommée Afrique noire, mais le terme n'a guère de sens et est ancré dans l'idéologie coloniale, voire raciste,.
Elle abrite quarante-huit États, dont les frontières sont issues de la décolonisation.
C'est le lieu de naissance de l'« Homme moderne », Homo sapiens.
Ses climats se distinguent par les variations pluviométriques annuelles plutôt que par les variations des températures. C'est une zone très riche sur le plan de la biodiversité quoique vulnérable au dérèglement climatique.
L'Afrique subsaharienne est la partie de la planète la plus dynamique en matière démographique, mais les problèmes sanitaires et d'éducation sont les plus préoccupants au niveau mondial. Le sous-continent est la zone la moins développée sur le plan économique.

## Terminologie
L'Afrique subsaharienne a, dans le passé — et souvent encore aujourd'hui — été appelée « Afrique noire » notamment par les Européens et les Arabes, car peuplée de personnes à la peau noire, mais cette terminologie est essentiellement idéologique,.
L'étude géographique de l'Afrique remonte aux Grecs, mais « les auteurs arabes […] beaucoup mieux informés […] sont d’une grande importance » en matière historique et géographique. Ainsi, on trouve, chez Léon l'Africain, dans son ouvrage Description de l'Afrique (vers 1550), un découpage géographique qui mentionne une « terre des Noirs » qui correspond à peu près au bilād al-Sūdān (« pays des Noirs ») des récits arabes antérieurs, qui a donné le terme pour désigner la région du Soudan des récits arabes antérieurs, et au « premier climat » d'Al Idrissi,. Ces divisions relèvent d'une différenciation culturelle ; le bilād al-Sūdān désigne le sud des terres islamisées, et non pas une réalité géographique intangible et objectivable par des fleuves ou des reliefs,,. De manière similaire, les géographes arabes nomment « Côte des Noirs » (latinisé en Zanguebar au XVIIIe siècle) la partie du littoral oriental de l'Afrique correspondant à la côte swahilie, une zone d'influence culturelle arabe en terre « bantoue »,.
Les Européens avaient aussi utilisé ce type de terminologie ; ainsi les Portugais, qui explorent les côtes ouest-africaines au XVe siècle, et dont les récits parlent des Mouros Negros (littéralement « Maures noirs ») pour désigner les populations noires sous la tutelle des Maures (autre appellation historique des Maghrébins), ou plus simplement des Negros et de la Guinéu (Guinée), le « pays des Noirs ». La distinction est, là encore, idéologique, les Mouros, musulmans, sont distingués des chrétiens et les Negros, des Blancs.
Concernant les premiers géographes, « il faut souligner l'absence du préjugé de couleur dans le monde grec ancien. » Différemment, au XVIe siècle et plus fortement encore aux XVIIIe et XIXe siècles, pour les chrétiens, les juifs et les musulmans, la connotation du terme devient clairement péjorative. La malédiction de Cham sert à justifier l'esclavage puis la discrimination,, accompagnée du « racisme scientifique » qui naît au XVIIe siècle.
Actuellement, une distinction perdure, sur des bases économiques, entre les pays des rives méditerranéennes de l'Afrique et le reste du continent. L'ONU définit des terminologies et la Banque mondiale, par exemple, utilise un agrégat statistique qui regroupe l'Afrique du Nord avec le Moyen-Orient et distingue le reste du continent sous l'appellation d'Afrique subsaharienne,. Dans le même temps, certains ouvrages académiques en langue française continuent, au début du XXIe siècle, à évoquer la « césure du Sahara » et à employer le terme d'Afrique noire tandis que des essayistes, historiens… y compris Africains, l'utilisent aussi à la suite de Joseph Ki-Zerbo (Histoire de l'Afrique noire, Hatier, 1972) et d'Elikia M'Bokolo (Afrique noire. Histoire et civilisation, Hatier, 1992),.

## Histoire

### Apparition d'Homo
L'Afrique subsaharienne est le berceau de l'humanité, où est né Homo sapiens, l'homme actuel, qui a colonisé tous les continents,,.
Les variations climatiques, fondamentales quant à la taille du désert saharien et donc quant à l'existence même de la notion d'Afrique subsaharienne, influent aussi sur l'histoire évolutive animale, végétale et humaine du continent : « les grandes étapes de l'évolution des hominidés africains et d'autres vertébrés coïncident avec des changements vers des conditions plus arides et ouvertes aux alentours de 2,8 Ma, 1,7 Ma et 1,0 Ma, suggérant que certains phénomènes de spéciation du Plio-Pleistocène pourraient avoir été influencés par le climat. »
Les premiers représentants du genre Homo apparaissent il y a environ 2,5 millions d'années, voire 2,8 Ma, en Afrique orientale et australe, avec Homo habilis et Homo rudolfensis. Succédant à Homo habilis, Homo erectus, apparu il y a 2 Ma,, est le protagoniste de la première « sortie d'Afrique » : « Homo erectus ou un autre Homo primitif s'est aventuré le premier hors du continent africain voici près de deux millions d'années et a colonisé le sud de l'Eurasie. Ses descendants immédiats sont connus en Géorgie vers 1,8 million d'années, en Extrême-Orient dès 1,6 million d'années, en Europe occidentale il y a au moins 1,2 million d'années. ».
L'« homme anatomiquement moderne », Homo sapiens, apparaît il y a environ 300 000 ans ; il sort à son tour du continent pour la première fois il y a environ 200 000 ans,,, peut-être à l'occasion d'un épisode de « Sahara vert », puis en plusieurs vagues par la suite ; Homo sapiens finira par remplacer « toutes les autres humanités » à la surface de la planète.

### Préhistoire
| Principales cultures préhistoriques de l'Afrique                                      |                                       |                                                          |
| Période (av. J.-C.)                                                                   | Afrique du Nord, de l'Ouest et Sahara | Afrique centrale, du Sud et de l'Est                     |
| 0 1000                                                                                |                                       | Expansion bantoue                                        |
| 1 000                                                                                 | Âge du cuivre au Niger                |                                                          |
| 2 000                                                                                 | Néolithique de Tichitt                |                                                          |
| 3 000                                                                                 | Période thinite en Égypte             | Expansion bantoue                                        |
| 4 000                                                                                 | Néolithique méditerranéen             |                                                          |
| 5 000                                                                                 | Néolithique saharo-soudanais          |                                                          |
| 6 000                                                                                 | céramique                             | Néolithique pastoral                                     |
| 7 000                                                                                 |                                       | Wiltonien                                                |
| 8 000                                                                                 | Capsien                               |                                                          |
| 10 000                                                                                | Ibéromaurusien                        | Magosien                                                 |
| 12 000                                                                                | Ibéromaurusien Sébilien               | céramique                                                |
| 15 000                                                                                | Ibéromaurusien                        |                                                          |
| 30 000                                                                                | Atérien                               |                                                          |
| 40 000                                                                                | Atérien                               | Début de l'art des chasseurs-cueilleurs d'Afrique du Sud |
| 50 000                                                                                | Atérien                               | Howiesons Poort(traces de pensée symbolique) Lupembien   |
| 70 000                                                                                | Atérien                               | Stillbay « Art » de Blombos                              |
| 100 000                                                                               | Atérien                               | Sangoen                                                  |
| 150 000                                                                               | Moustérien                            | Sangoen                                                  |
| 200 000                                                                               | Moustérien                            | Moustérien                                               |
| 300 000                                                                               | Acheuléen                             | Fauresmithien                                            |
| 500 000                                                                               | Acheuléen                             | Acheuléen                                                |
| 700 000                                                                               | Acheuléen                             | Acheuléen                                                |
| 1 000 000                                                                             | Oldowayen                             | Acheuléen                                                |
| 1 500 000                                                                             | Oldowayen                             | Acheuléen                                                |
| 1 750 000                                                                             |                                       | Oldowayen                                                |
| 2 600 000 3 300 000                                                                   |                                       | Lomekwien                                                |
| D'après Tableau synoptique des principales cultures préhistoriques de l'Ancien Monde. |                                       |                                                          |

La périodisation de la préhistoire africaine par les anglo-saxons est fondée sur une tripartition, tandis que les francophones utilisent un système plus détaillé, non limité à l'Afrique,.
| Périodisation anglo-saxonne | Correspondance (approximative)                                    |
| --------------------------- | ----------------------------------------------------------------- |
| Early Stone Age (ESA)       | Paléolithique archaïque Paléolithique inférieur                   |
| Middle Stone Age (MSA)      | Paléolithique moyen                                               |
| Later Stone Age (LSA)       | Paléolithique supérieur Épipaléolithique Mésolithique Néolithique |

Berceau de l'humanité, le sous-continent recèle les traces les plus anciennes de l'homme et de ses ancêtres, et il est le plus riche de la planète en matière de sites préhistoriques, grottes et abris sous roche, avec 200 000 localisations.
C'est là qu'on trouve les outils les plus anciens qu'on connaisse, dont certains remonteraient aux pré-humains avec le lomekwien, qui tire son nom du site de la formation du Nachukui à l’ouest du lac Turkana dans le nord du Kenya, daté de 3,3 Ma avant le présent,,. La première industrie lithique humaine, attribuée à Homo habilis, longtemps considérée comme la plus ancienne avant la découverte de Lomekwi 3 en 2011-2012, est l'Oldowayen, industrie des galets aménagés, qui tire son nom des gorges d'Olduvai en Tanzanie ; elle couvre la période de 2,6 à 1,4 Ma avant le présent,.
De la même manière, « l'Afrique présente la plus grande variété ainsi que quelques-unes des plus anciennes formes d'art », elle est le lieu où se trouvent les premières manifestations connues de la pensée symbolique sous forme artistique, vers 75 000 ans pour la grotte de Blombos en Afrique du Sud, et, hors Afrique subsaharienne, vers 82 000 ans pour celle de Taforalt dans l'actuel Maroc,,,.
Enfin, une « révolution culturelle » essentielle se serait produite en Afrique subsaharienne. Il y a environ 70 000 à 50 000 ans, Homo sapiens aurait acquis — soit relativement rapidement à la suite de mutations, selon la thèse de Richard Klein,, soit à l'issue d'une évolution depuis son apparition il y a 300 000 ans — un ensemble de compétences intellectuelles et sociales, déterminant la « modernité comportementale ». Cette révolution expliquerait le succès de son expansion hors du continent, notamment la colonisation de l'Eurasie lors de la vague majeure d'il y a 50 000 ans : « si elle s'est vraiment produite, la révolution culturelle a commencé en Afrique […] Elle n'a pas succédé à l'expansion de l'homme hors d'Afrique. Elle l'a précédée, facilitée, et peut-être même causée. »

#### Néolithisation
L'Afrique subsaharienne a « offert à l'humanité plusieurs innovations majeures : une métallurgie du fer dès le XIVe siècle av. J.-C., à une époque où ce métal était inconnu en Europe occidentale ; la domestication des bovidés dans le courant du IXe millénaire av. J.-C., soit plus de 1 000 ans avant la Grèce ou le Proche-Orient et, découverte récente, l'une des céramiques les plus anciennes du monde ». En effet, à Ounjougou, au Mali, on a retrouvé de la céramique utilitaire datant du XIe millénaire av. J.-C., « plus de 2 000 ans avant l'apparition de la céramique au Proche-Orient et plus de 500 ans avant les plus anciens témoins du Sahara et de la vallée du Nil ».
Ces éléments dessinent le contexte culturel et écologique de la néolithisation, un processus qui s'étend de 10000 à 5000 av. J.-C. Cette néolithisation africaine est très différente de celle de l'Europe et du Proche-Orient. Le modèle proche-oriental (société sédentaire possédant élevage, agriculture et poterie), qui sert de référence, ne peut être transposé directement au continent africain. La densité de population, les ressources animales et en eau procurent à l'Afrique de l'époque une disponibilité alimentaire qui la met à l'abri des conditions qui amènent les Hommes du Néolithique du Moyen-Orient à pratiquer une « agriculture de soutien démographique ». Il n'est pas nécessaire de « dompter la nature » par l'agriculture, ce qui est, à l'inverse, à la base de l'économie européenne où s'est diffusé le modèle néolithique du Levant. Ainsi la céramique ancienne d'Afrique, précédant largement l'agriculture, peut-elle être considérée comme une « proto-néolithisation » précoce si l'on prend en considération la division sociale du travail et les tendances à la sédentarisation — les nomades ne s'encombrent pas de poteries lourdes ou fragiles — qu'elle suppose, même en l'absence de domestication animale attestée. De même, pour certains endroits de la zone saharienne, on peut parler d'un Néolithique caractérisé par la sédentarisation et l’élevage bien avant que l’on puisse parler d’une agriculture au sens européen.
L'agriculture, quant à elle, apparaît, là encore selon un processus multipolaire, vers 6000 av. J.-C. Il s'agit d'abord d'une adoption via l'Égypte de plantes venant du sud-ouest asiatique. L'expansion du complexe agricole moyen-oriental, à base de blé/orge/lentille/chèvre/mouton suit le modèle diffusionniste. Ensuite, au sud du Sahara, vers 2000 ou 3000 av. J.-C., il s’agit d'une agriculture autochtone avec la domestication du mil, du riz africain, de l'igname et du sorgho,. Elle est, comme la domestication animale, pluri-localisée à des espaces compartimentés par leurs caractéristiques phyto-géographiques. La diffusion agricole selon un axe nord-sud est beaucoup plus difficile que la diffusion d'ouest en est, car elle oblige à franchir des ceintures bio-géographiques aux climats extrêmement différents,.
Les attributs de la néolithisation, agriculture, élevage, poterie et sédentarisation — le « kit néolithique » — sont donc, sur le continent, répartis dans plusieurs sous-groupes plutôt que d'être présents simultanément au sein d'une même population. L'atypisme africain est tel que, en ce qui concerne l'Afrique australe, la persistance du mode de vie des San et des Khoïkhoï amena même certains à penser que le Néolithique n'était pas advenu dans cette région,,. En définitive, « le terme de Néolithique lui-même, qui renvoie à un concept rigide et élaboré principalement pour l'Europe et le Proche-Orient, semble alors bien peu adapté à la situation du continent africain. »

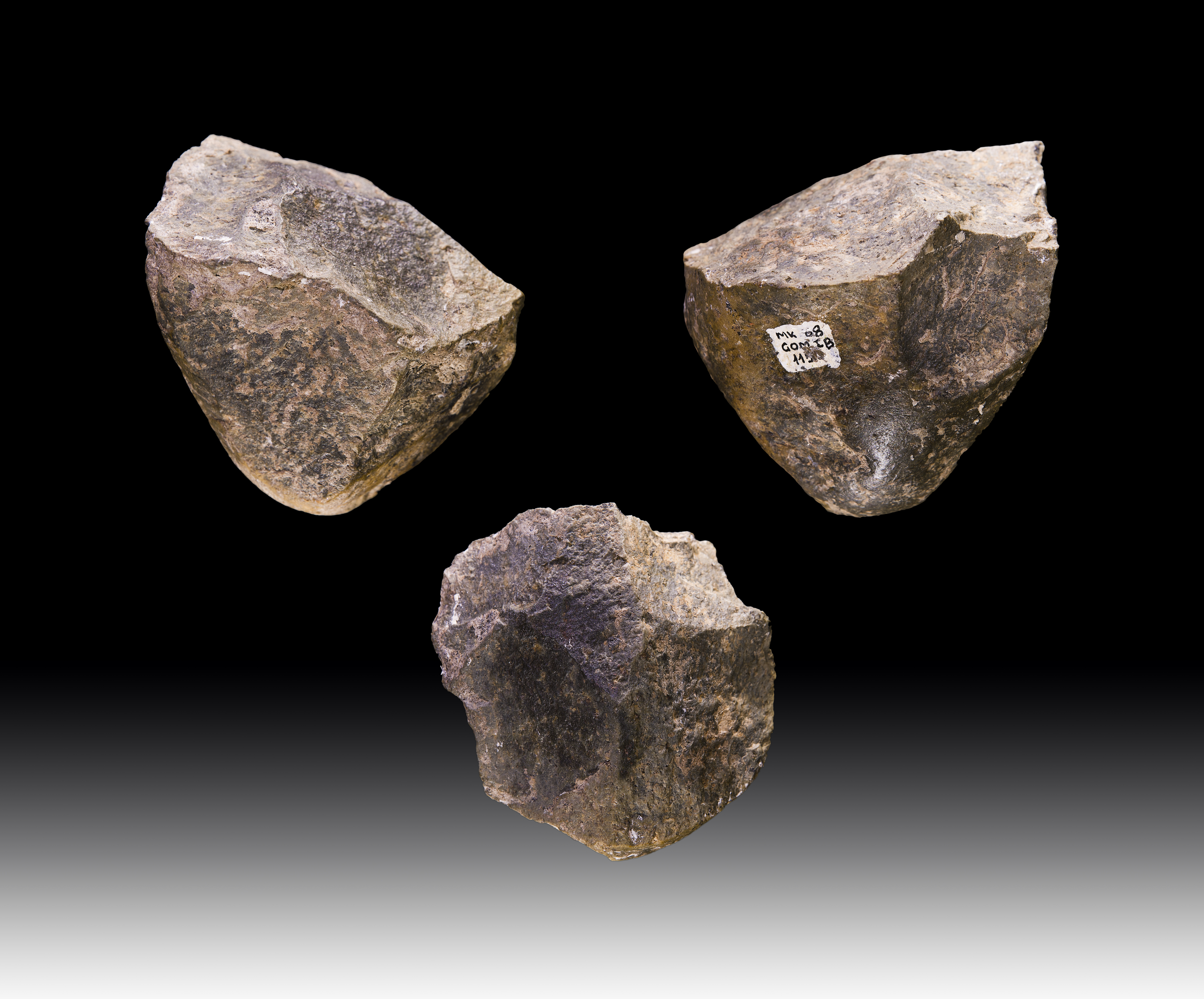
Galets aménagés oldowayens.
Biface acheuléen.
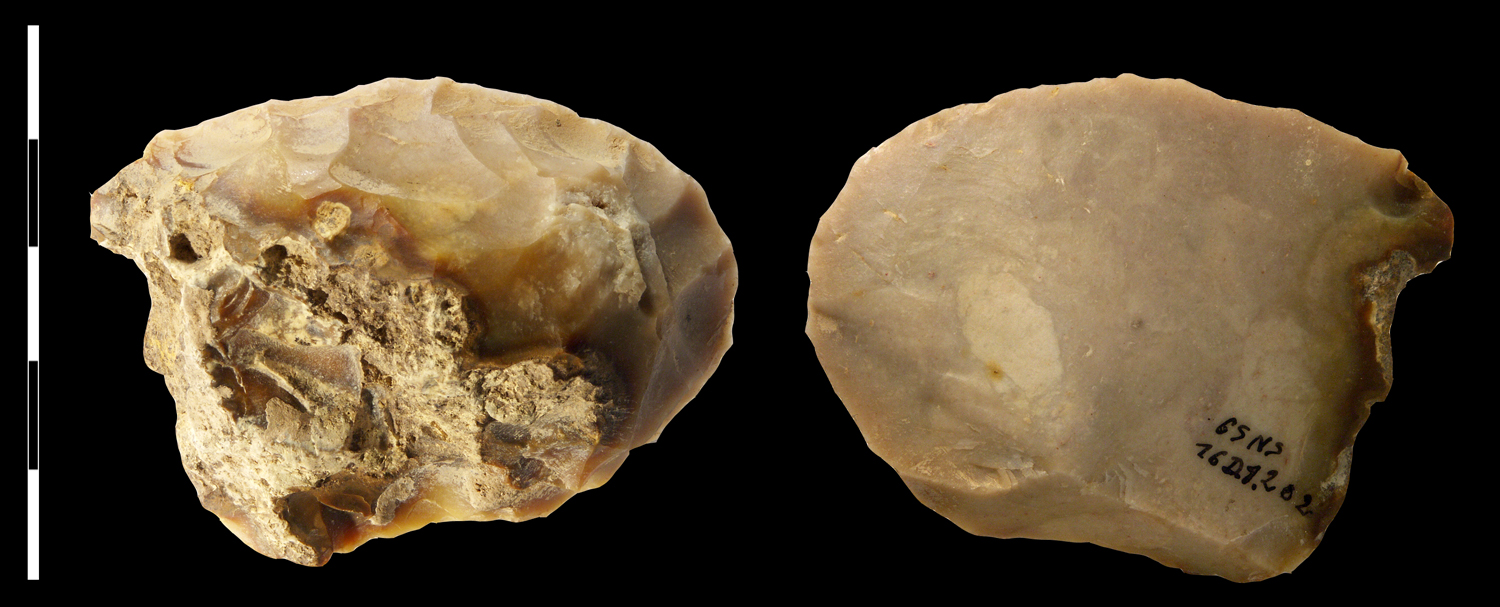
Racloirs moustériens.
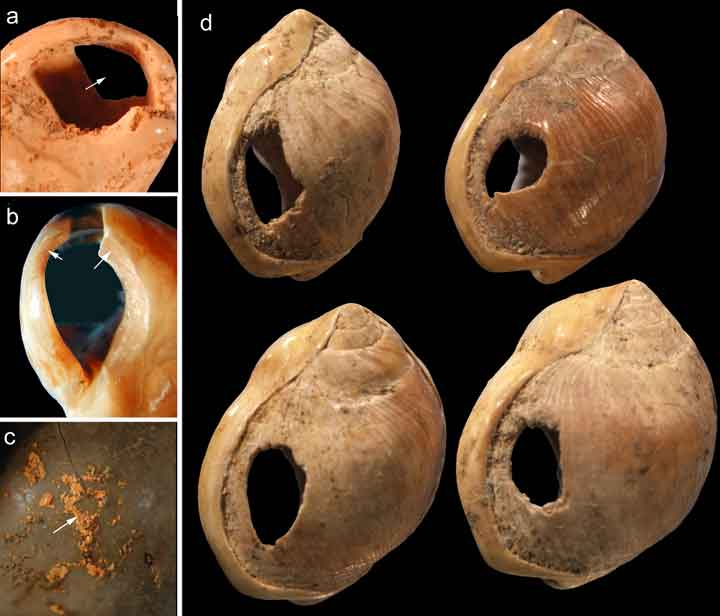
Coquilles ornementales de Nassarius kraussianus, grotte de Blombos.

#### Élevage et agriculture
Entre 17000 et 11000 av. J.-C., une longue période sèche et froide confine les populations au littoral méditerranéen et atlantique, à la vallée du Nil et aux zones où subsistent des vestiges forestiers, au sud-ouest de l'actuel Cameroun. Au début de l'holocène, vers 10000 av. J.-C., retour à une période humide en Afrique, on assiste à une recolonisation biologique et humaine du continent. Sur la côte méditerranéenne, dans la vallée du Nil et au Sahara central, on voit apparaître, vers 10500 à 9500 av. J.-C., chez des populations de chasseurs-cueilleurs, la poterie. Par ailleurs, sur le site du Tadrart Acacus, des traces de la domestication du Mouflon à manchettes sont attestées vers 9500-8500 av. J.-C., mais cela reste, semble-t-il, sans lendemains. Vers 8000-7500 av. J.-C., sur le site de Nabta Playa, on trouve des traces de culture du sorgho sauvage. Au Sahara occidental, vers 7000 av. J.-C., commence la domestication des bovins locaux (Bos primigenius mauritanicus),,. Des espèces en provenance de l'ouest asiatique, telles que le zébu, Bos indicus, arrivent un peu plus tard, en provenance de l'Inde ; elles se croiseront avec les bovins locaux. Vers 6000 av. J.-C., sans doute à l'occasion de migrations venues du Proche-Orient, l'Égypte (Fayoum et Mérimdé) accueille des plantes et des animaux domestiques venus d'Asie occidentale. Cette culture céréalière d'origine ouest-asiatique progresse ensuite vers le sud en suivant la vallée du Nil aux alentours de 5000-4000 av. J.-C.
Il existe un foyer local d'agriculture en Éthiopie, où sont cultivées des espèces inconnues ailleurs y compris à l'époque actuelle (ensete, noog, teff, khât…), avec une notable exception : le café, qui a connu une expansion mondiale pour sa consommation comme pour sa culture. Le début de cette domestication n'est pas daté précisément mais remonte probablement à avant le IIIe millénaire av. J.-C.
Vers 3000 ou 2000 av. J.-C., le complexe agricole subsaharien voit se développer en Afrique centrale et de l'ouest la culture des panicoïdes (sorgho, mil), celle du riz (l'espèce africaine est distincte du riz asiatique) et celle des haricots Vigna unguiculata.

### Histoire climatique du Sahara
L'apparition du désert du Sahara remonterait au Tortonien, entre 11 et 7 Ma, et serait consécutive au retrait de la Thétys,. Ce retrait « […] a modifié le climat moyen de la région, mais il a également renforcé la sensibilité de la mousson africaine au forçage orbital, qui est devenu par la suite le principal moteur des fluctuations de l'étendue du Sahara. » Le désert ne s'établit donc pas de manière définitive ; il connaît des alternances d'aridité et de fertilité (« Sahara vert »), au gré des variations de la Zone de convergence intertropicale et donc de la pluviométrie, influencée par les cycles de Milanković. Une phase de Sahara vert serait d'ailleurs peut-être en lien avec l'émergence de l'hominidé Sahelanthropus tchadensis au Tchad actuel, il y 7 Ma. Des études menées sur des sédiments marins et continentaux permettent d'identifier plus de 230 épisodes de Sahara vert en 8 millions d'années ; chaque épisode met environ 2 à 3 milliers d'années à se développer, culmine durant 4 à 8 milliers d'années, puis met 2 à 3 mille ans à se terminer. Ces cycles seraient en lien avec l'évolution et les migrations des homininis.
Ces successions de Sahara fertile puis désertique forment ce qu'on appelle « l'effet de pompe du Sahara » et expliquent les échanges de faune et de flore entre Eurasie et Afrique ainsi que les migrations pré-humaines et humaines.
Ainsi, le Sahara connaît-il une période humide, le pluvial Abbassia, entre 120 et 90 ka BP, suivie d'une autre période de climat similaire, entre 50 et 30 ka BP, le pluvial du Moustérien. Il connaît une période hyperaride au moment de la transition Pléistocène-Holocène, entre 18 et 10 ka BP, à l'issue de laquelle se produit un optimum climatique entre 10 et 6 ka BP ; ce moment, le plus récent épisode de Sahara vert, est nommé subpluvial néolithique. Il se termine du fait de l'événement climatique de 5900 BP qui amène les conditions arides et le « hiatus isolant » d'aujourd'hui.
Cependant, lorsqu'il n'était pas un désert, « le Sahara n'était pas une prairie verdoyante, mais plutôt un ensemble d'isolats privilégiés qui ont permis l'éclosion de cultures néolithiques entre le 9e et le 6e millénaire avant notre ère ».

### Expansion bantoue

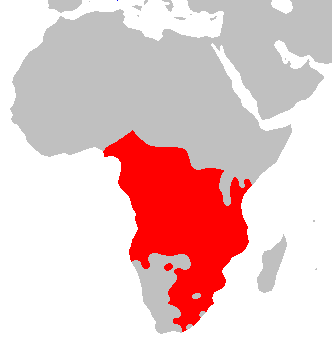
Aire des langues bantoues.

L'hypothèse bantoue part d'une constatation linguistique, qui est que six cents langues parlées en Afrique subsaharienne appartiennent à une même famille linguistique. Wilhelm Bleek, à la fin du XIXe siècle, établit le fait et donne un nom à ce groupe de langues apparentées ; il choisit le terme bantu qui signifie, dans la plupart d’entre elles, « homme » ou « être humain »,.
Les chercheurs postulent donc l'existence d'un foyer proto-bantou et émettent l'hypothèse d'une expansion des populations correspondantes vers le sud et l'est du sous-continent. L'historiographie considère aujourd'hui que, vers 3000 av. J.-C., débute, à partir d'un foyer situé aux confins du Cameroun et du Nigeria, l'expansion bantoue, un mouvement de populations semi-sédentaires, pratiquant l'agriculture, qui répandent ainsi leur langue. Le mouvement migratoire aurait été déclenché par le développement de l'agriculture, entraînant une densification de population ; l'agriculture étant essentiellement itinérante, le déplacement de population en serait la conséquence mécanique. La forêt équatoriale était, à ce moment, fragmentée, des îlots boisés cohabitant avec des savanes herbeuses aisées à cultiver et à peupler,, ce qui facilita son franchissement dans le mouvement vers le sud. Le développement de l'agriculture serait lui-même consécutif à la détérioration climatique au Sahara à l'époque, laquelle aurait entraîné un mouvement de populations du nord vers le sud, les populations migrantes venues du nord apportant la technologie des outils macrolithiques et de la poterie.
Outre la glottochronologie et l'archéologie, la génétique est venue, plus récemment, confirmer les mouvements de population et affiner les scénarios des migrations, : « […] les Bantous auraient d’abord traversé la forêt équatoriale, pour ensuite suivre leurs voies migratoires vers l’est et le sud de l’Afrique subsaharienne. »
L'expansion bantoue atteint l'Afrique de l'Est vers le IIe siècle apr. J.-C. et le sud de l'Afrique australe vers le IVe siècle apr. J.-C. On a parfois postulé que les Bantous avaient diffusé l'agriculture et le travail du fer à l'occasion de leur migration mais il est établi que l'agriculture et le travail du fer préexistaient à l'arrivée des bantous, par exemple à Urewe pour le fer et dans le sud du Kenya et le nord de la Tanzanie pour ce qui concerne l'agriculture.
Il n'existe pas d'unité culturelle bantoue, le terme désigne une famille de langues et, par extension, leurs locuteurs, mais il n'y a ni mode de vie, ni organisation sociale, ni système de pensée communs,.

### Peuplement et civilisations après le subpluvial néolithique (env. -3900)

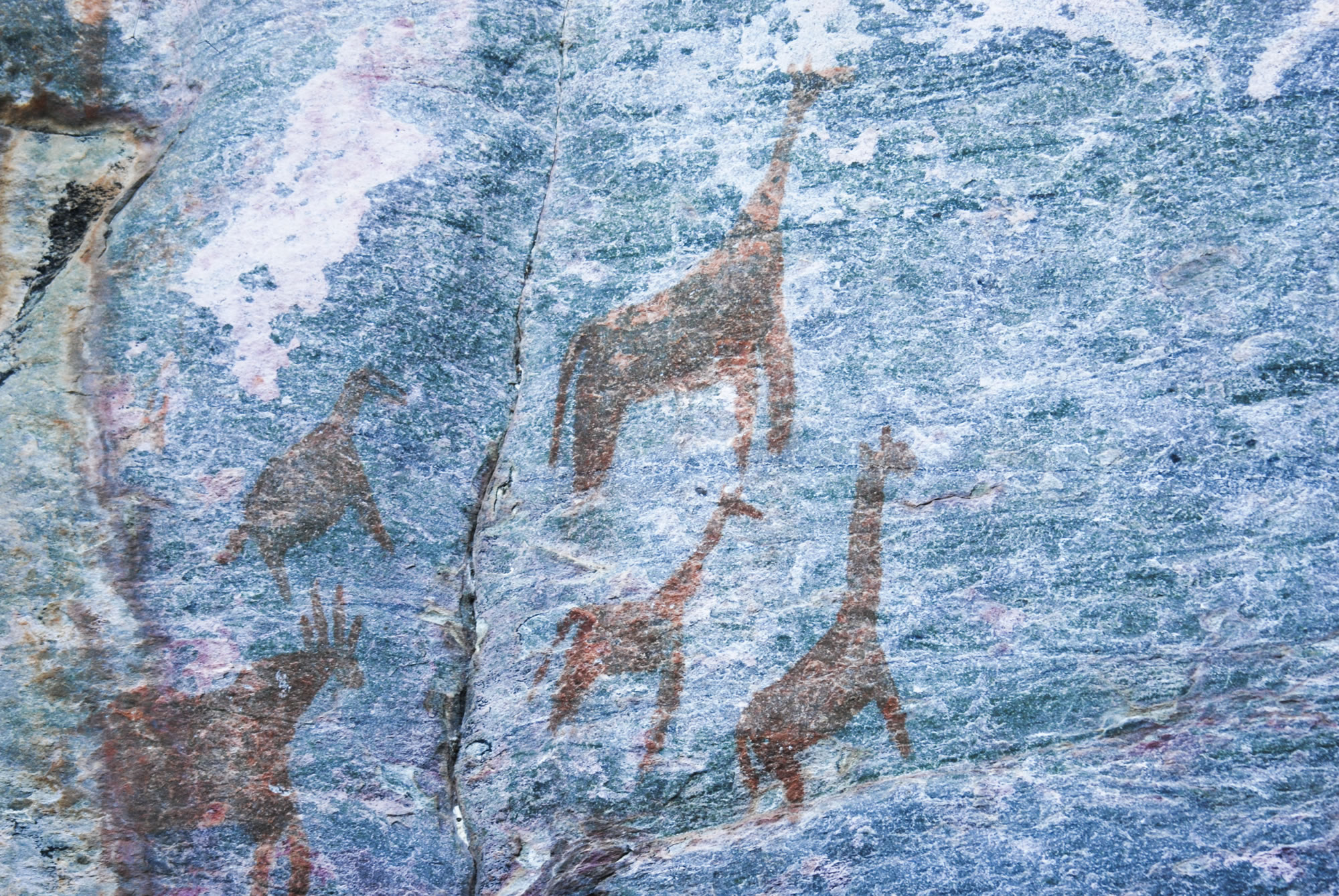
Art préhistorique de Tsodilo, Botswana, env.

### Peuplement et civilisations après le subpluvial néolithique (env.3900av. J.-C.)

#### Peuplement humain
L'Afrique subsaharienne est peuplée à l'origine par des chasseurs-cueilleurs issus des premiers peuplements humains dont descendent les San qui sont présents depuis au moins 44 000 ans en Afrique australe.
Globalement, les habitats humains du sous-continent s'établissent en fonction de critères géographiques. Les zones de savanes donnent naissance à des organisations qui, partant de la chefferie, croissent jusqu'à devenir des cités-États — telles les cités-États Haoussas du Nigeria et du Niger —, des royaumes et des empires. Les habitats des zones de forêt dense sont plus petits et plus isolés, certaines ayant d'ailleurs joué le rôle de refuges pour les populations chassées par les États en expansion : « Les savanes africaines ont donc joué un rôle bénéfique en favorisant, en Afrique, les conditions préliminaires à la naissance des États. […] le corollaire de l’apparition des États dans les zones de savanes a été l’éparpillement des groupes plus faibles, moins bien organisés, dans des environnements répulsifs : zones montagneuses escarpées ; déserts ; forêts épaisses. »
Malgré le hiatus du désert, le nord et le sud du continent ne sont pas totalement isolés et leur développement respectif est, en partie, lié. Une forme de commerce transsaharien est attestée depuis, au moins, l'époque de la civilisation carthaginoise. L'Afrique subsaharienne fournit ainsi au monde antique, via les commerçants carthaginois, les plumes d'autruche, l'ivoire et les esclaves. Plus tard, vers le IXe siècle, ce sera l'or d'Afrique qui fournira le monde occidental bien avant l'arrivée de l'or américain venant du Pérou et du Mexique. Aux deux extrémités des routes de ce commerce, à 2 000 kilomètres de distance, Carthage et les premiers royaumes africains prospèrent simultanément, connaissant croissance démographique et développement agricole. Mais les échanges ne sont pas seulement transsahariens, le commerce transcontinental et intercontinental du cuivre, du fer, de l'or ainsi que celui du sel est la base du développement économique et démographique de l'Afrique subsaharienne.

#### Implantations
En Afrique australe, les Khoïkhoï arrivent il y a environ 2 000 ans avant le présent et se métissent avec les San déjà présents. Les distinctions culturelles demeurent, les Khoïkhoï étant des éleveurs pastoralistes, mais les deux groupes sont actuellement regroupés sous l'appellation Khoïsan en raison de leur proximité linguistique. À l'aube de l'ère chrétienne, ils sont repoussés dans des zones refuges par l'avancée des bantous — non sans métissage par hypergamie féminine, — puis par la colonisation européenne.
En Afrique de l'Ouest, parmi les plus anciennes traces d'organisation humaine, on a des preuves de peuplement humain dès le Ier millénaire av. J.-C. sur le site fortifié de Zilum, au Nigeria, situé à une cinquantaine de kilomètres au sud-est du lac Tchad. Toujours au Nigeria, la culture de Nok, célèbre pour ses têtes sculptées en terre cuite, se développe entre le Ier millénaire av. J.-C. et 200 apr. J.-C. sur le plateau de Jos ; elle est représentative du passage du néolithique à l'âge du fer,,.
En Afrique de l'Est, le royaume D'mt (800 av. J.-C.), suivi du royaume d'Aksoum (à partir du IVe siècle av. J.-C.), sont parmi les premières entités politiques à apparaître, D'mt couvrant à peu près ce qui est de nos jours l'Érythrée, le nord de l'Éthiopie et Djibouti puis Aksoum s'étendant jusqu'à la Somalie, le Soudan, l'Égypte et l'Arabie du Sud. Le roi Ezana, au IVe siècle, se convertit au christianisme, ce qui en permet le développement dans son royaume,.
En Afrique centrale forestière, l'occupation humaine est continue depuis au moins 35 000 ans. On rencontre des preuves d'inhumations vers 5000 av. J.-C., date à laquelle apparaît aussi la domestication de la noix de Canarium et l'apparition de la poterie. La sédentarisation est attestée par des traces archéologiques de villages vers 2500 av. J.-C., en même temps que l'apparition de mégalithes. Vers 800 av. J.-C. on voit apparaître la domestication de la banane plantain et l'élevage des ovi-capridés.

#### Gouvernance et possession des terres en Afrique subsaharienne
Même si l'Afrique connut des organisations socio-politiques structurées (chefferies, cités-États, royaumes, empires…), il exista jusqu'à la période coloniale des organisations de type segmentaire et lignager : « il est de vastes régions en Afrique qui n’ont connu avant la colonisation ni chefferies ni États, l’organisation sociopolitique étant de type lignager »,. C'est par exemple le cas de l'ouest atlantique du continent : « Les peuples vivant sur la côte Atlantique jusqu'au golfe du Bénin n'avaient alors pas formés d'États centralisés. […] le noyau familial conserve une quasi-autonomie fonctionnelle », ou de la société clanique des Igbo, en actuel Nigeria : « Au sud de la Savane, dans la forêt et sur la côte atlantique, il n’y a pas — anciennement — de formations politiques structurées ».
Même là où existèrent de puissants royaumes ou empires, l'organisation politique ne suivait pas le modèle occidental, la différence essentielle étant l'absence de recouvrement systématique entre le royaume ou l'empire et un territoire délimité,. La terre n'est pas un bien matériel susceptible d'être possédé formellement par un individu ; même en cas de monarchie d'essence divine, le « chef » africain n'est pas essentiellement un dirigeant politique gérant des terres,, il était (et reste dans ses formes traditionnelles), un intercesseur entre le sacré et le profane. Dans la conception africaine, « la terre n’est pas un bien matériel au sens où nous l'entendons en Occident, mais le lieu sacré où se rencontrent le visible et l'invisible ».
Par ailleurs, dans l'Afrique subsaharienne contemporaine, les institutions préexistantes ont perduré de facto et de jure, les États actuels confiant souvent et officiellement des fonctions aux chefs traditionnels aujourd'hui encore,,,,.

#### Principales civilisations d'Afrique subsaharienne
| Nom                                                                                      | début                     | fin                      | zone géographique approximative                                                                  |
| ---------------------------------------------------------------------------------------- | ------------------------- | ------------------------ | ------------------------------------------------------------------------------------------------ |
| Culture Nok                                                                              | 1500 av. J.-C.            | 200 ou 300 ans ap. J.-C. | actuel Nigeria                                                                                   |
| Royaume de Koush (ou Royaume de Nubie)                                                   | -750                      | 340                      | actuel Soudan                                                                                    |
| Royaume d'Aksoum                                                                         | Ier siècle av. J.-C.      | Xe siècle                | actuelle Éthiopie                                                                                |
| Les trois grands empires                                                                 |                           |                          |                                                                                                  |
| Empire du Ghana                                                                          | 300 ap. J.-C.             | 1240                     | nord du golfe de Guinée                                                                          |
| Empire du Mali                                                                           | XIe siècle                | XVIIe siècle             | nord du golfe de Guinée                                                                          |
| Empire songhaï                                                                           | XIVe siècle               | XVIe siècle              | nord du golfe de Guinée                                                                          |
|                                                                                          |                           |                          |                                                                                                  |
| Royaume du Kanem-Bornou                                                                  | VIIIe siècle              | 1846                     | nord du Tchad                                                                                    |
| Royaume du Kongo                                                                         | IXe siècle ou XIIe siècle | XVIIIe siècle            | actuelles République du Congo, République démocratique du Congo et une petite partie de l'Angola |
| Royaumes Mossi                                                                           | XIe siècle                | XIXe siècle              | actuels Burkina Faso, Ghana                                                                      |
| Ife                                                                                      | XIIe siècle               | XVe siècle               | actuel Nigeria                                                                                   |
| Empire Djolof                                                                            | XIIe siècle               | 1549                     | actuels Sénégal et Gambie                                                                        |
| Fédération puis Empire Ashanti                                                           | XIIIe siècle              | XIXe siècle              | actuel Ghana                                                                                     |
| Royaume du Bénin                                                                         | XIIIe siècle              | XXe siècle               | actuel Nigeria                                                                                   |
| Empire Monomotapa ou « Empire du Grand Zimbabwe »                                        | XIe siècle                | 1629                     | actuels Zimbabwe et Mozambique                                                                   |
| Empire d'Oyo                                                                             | XVe siècle                | XIXe siècle              | sud de l'actuel Nigeria                                                                          |
| Royaume de Dahomey                                                                       | XVIIe siècle              | XIXe siècle              | sud de l'actuel Bénin                                                                            |
| d'après Afrique#Tableau résumé des principales entités politiques historiques en Afrique |                           |                          |                                                                                                  |

### Histoire politique jusqu'à la fin duXIXesiècle

#### Entités protohistoriques
Les civilisations du Sahara, dès 5000 av. J.-C., laissent des traces d'occupation, notamment l'art rupestre appelé « bovidien » car représentant des bovidés, précocement domestiqués en cet endroit.
On connaît le royaume de Koush dès le ive millénaire av. J.-C., qui est en relation étroite avec l'Égypte antique, sa voisine, à l'instar du pays de Pount  puis du royaume d'Aksoum qui prospère du IVe siècle av. J.-C. au Ier siècle apr. J.-C. Au IVe siècle apr. J.-C., Koush envahit la Nubie, ce qui en fera un royaume chrétien, avant qu'elle ne soit islamisée au VIIe siècle apr. J.-C.
Au ier millénaire av. J.-C., la culture de Nok apparaît dans l'actuel Nigeria, sur le plateau de Jos. On y trouve des traces précoces d'utilisation du fer. La civilisation Sao éclot dès le viie siècle av. J.-C., aux abords du lac Tchad. Elle sera supplantée par le Kanem au XVe siècle.

#### Trois grands empires
En Afrique de l'Ouest, le royaume du Ouagadou est le précurseur de l'empire du Ghana, lequel émerge à partir de 350 apr. J.-C. environ ; à son apogée, au xie siècle, c'est l'un des empires parmi les plus étendus et les plus puissants de l'Afrique subsaharienne.
Son affaiblissement permet l'essor de ce qui devient l'empire du Mali, à partir d'un noyau situé dans le Mandé, qui, sous la houlette de Soundiata Keïta, devient le deuxième grand empire d'Afrique subsaharienne. Ce serait à l'occasion de l'intronisation de Soundiata Keïta en 1236 qu'aurait été proclamée la charte du Mandé, inscrite au patrimoine immatériel de l'UNESCO, « une des plus anciennes constitutions au monde », instituant notamment l'interdiction de l'esclavage. En 1312, Kanga Moussa prend la tête de l'empire. C'est l'un des hommes les plus riches du monde, resté célèbre pour son pèlerinage à La Mecque, à l'occasion duquel il distribue tant d'or que le cours du métal précieux s'effondre. « À sa mort, en 1332, l'empire du Mali s'étend de l'Atlantique à la rive orientale de la boucle du Niger, et de la forêt au milieu du désert », mais sa décadence s'amorce au début du XVe siècle. À Gao, dans l'actuel Mali, s'amorce, dès 1335, une émancipation partielle ; en 1464, Sonni Ali Ber étend le royaume de Gao pour en faire l'empire songhaï, le troisième grand empire subsaharien. Il est gouverné, après la mort de Sonni Ali, par une dynastie musulmane, les Askias, qui étendent l'empire jusqu'à l'actuel Sénégal et aux confins du Maghreb. Mais le songhaï s'effondre en 1591 à la suite de l'invasion des armées du sultan marocain Ahmed IV el-Mansour, conduites par le mercenaire ibérique Yuder Pacha.

Les trois grands empires
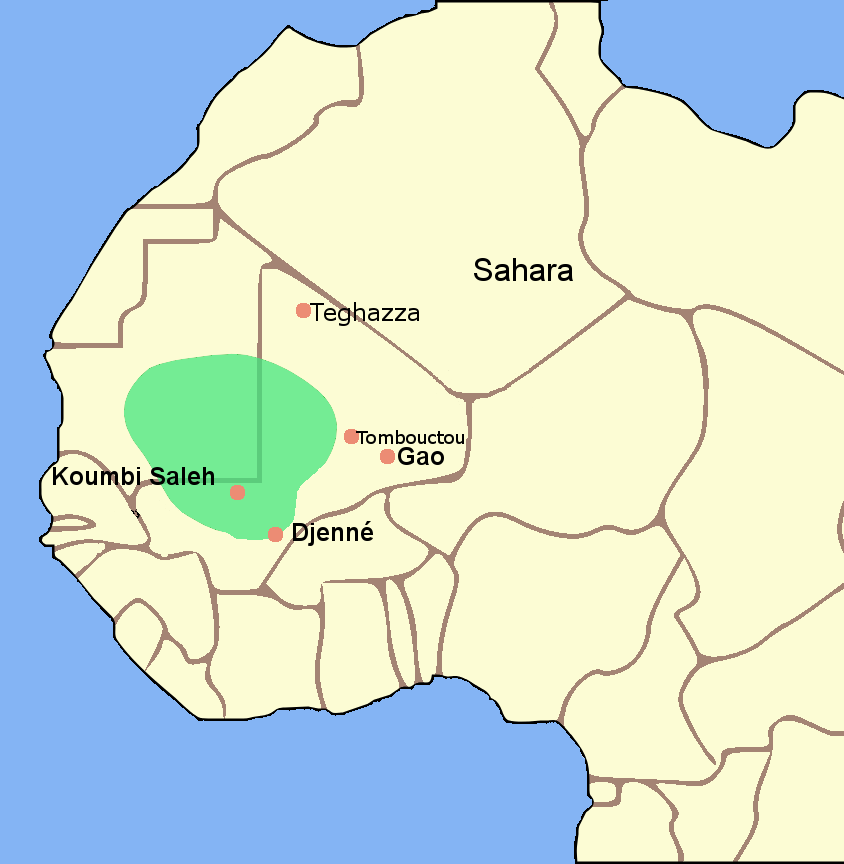
L'empire du Ghana.
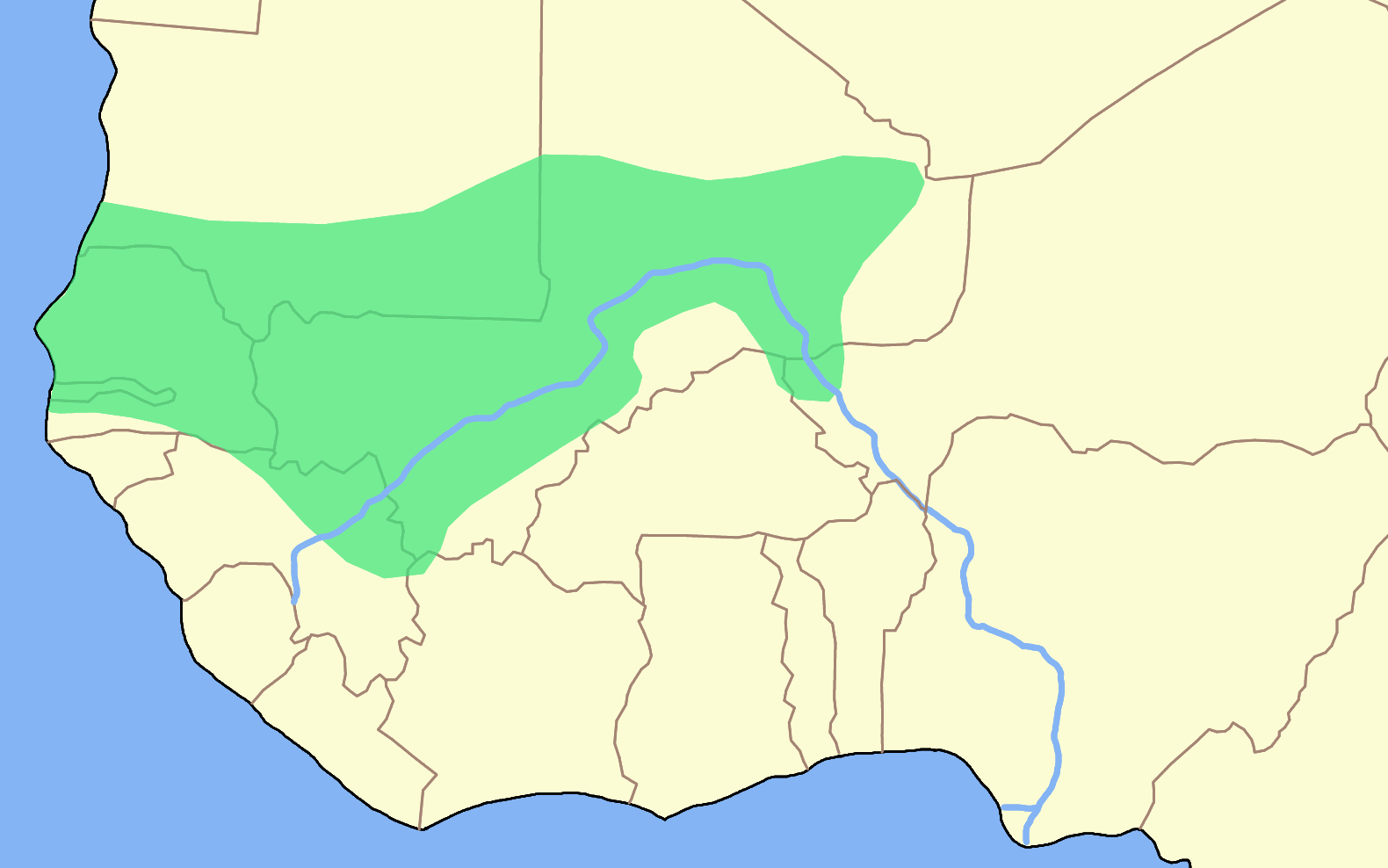
L'empire du Mali.
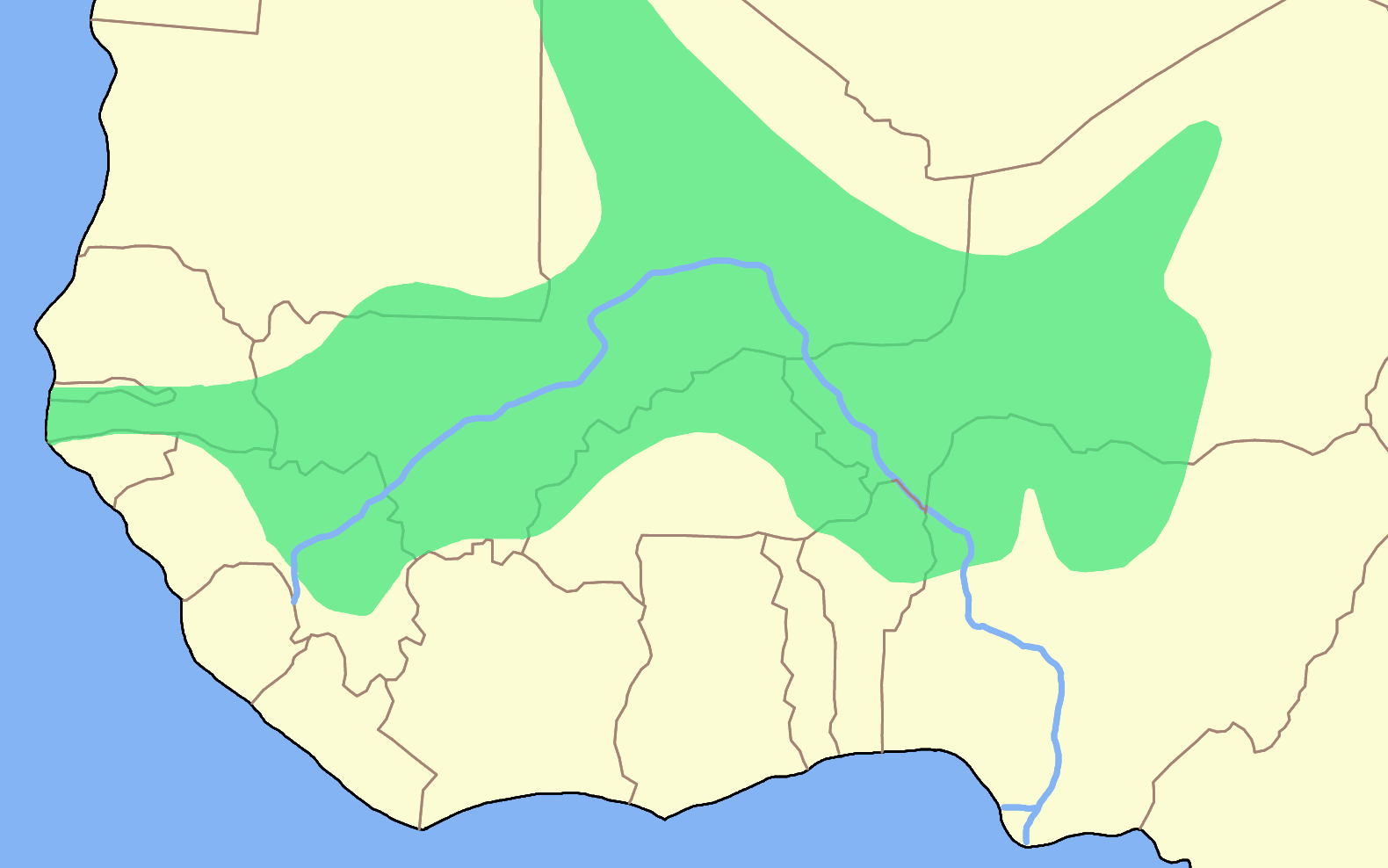
L'empire songhaï.

#### En marge des empires, Afrique de l'Ouest et du Centre
Dans le nord de ce qui est aujourd'hui le Tchad se crée, au viiie siècle, le royaume du Kanem-Bornou. Il est moins riche que les empires du Ghana, du Mali et songhaï, car dépourvu d'or, son économie reposant essentiellement sur le trafic intra-continental d'esclaves. Le royaume fut cependant durable puisque, quoique sous domination des Saadiens pendant quelques années au début du XVIIe siècle, il existe jusqu'à la conquête coloniale française, au tout début du xxe siècle.
Le royaume du Tekrour, fondé au ixe siècle, entre la vallée du Sénégal et le Fouta-Toro, est à peu près contemporain de l'empire du Ghana à son apogée,. C'est sans doute là que naît un système de castes qui perdure dans une partie de l'Afrique de l'Ouest.
Vers le xe siècle, autour d'Ifé, dans l'actuel Nigeria, commence à se développer, fait rare en Afrique, une zone urbanisée, l'ensemble des cités-États Yoruba. Cet ensemble donne naissance à trois puissants royaumes : au xiie siècle, le royaume du Bénin, au XVe siècle, l'Empire d'Oyo et, au XVIIIe siècle, le royaume de Dahomey.
Au sud de la boucle du Niger, les royaumes Mossi, probablement fondés au xie siècle, échappent durablement à l'islamisation car à l'écart des courants commerciaux qui le propagent. La zone nord, au contact des empires du Mali et songhaï, a une histoire un peu plus agitée que le royaume central de Ouagadougou lequel, grâce à un pouvoir fort, préserve le pays de la chasse aux esclaves. Ces royaumes perdurent jusqu'à l'arrivée des colonisateurs français.
Le royaume du Bénin, d'influence Yoruba, est fondé par le peuple Edo dans le sud-est de l'actuel Nigeria. À partir d'une cité-État, le royaume devient puissant et prospère grâce au commerce notamment du cuivre, venu du massif de l'Aïr, dans l'actuel Niger. Il atteint son apogée aux XVe et XVIe siècles, époque à laquelle il commence à commercer avec les Européens, en premier les Portugais. Il est conquis par les Britanniques au XIXe siècle.

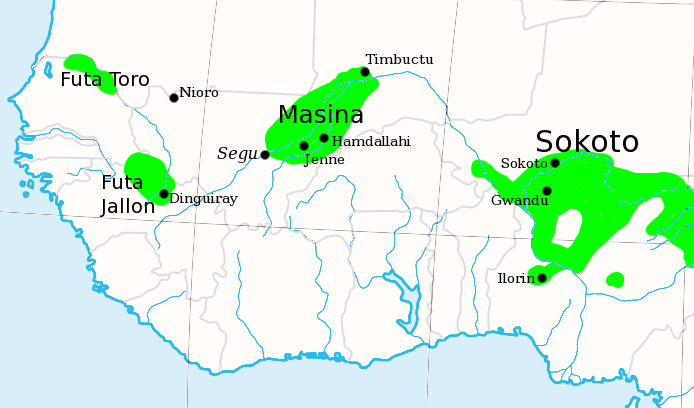
Entités politiques peules vers 1830.

Au nord de l'actuel Nigeria, les royaumes haoussa se créent sur la base de cités-États, sans doute avant le xiie siècle ; ils sont à la fois musulmans et animistes. Usman dan Fodio, au XIXe siècle, coalise les Peuls et déclenche une guerre sainte (djihad) ; il parvient à imposer l'hégémonie peule et l'islam avec l'empire peul de Sokoto. À la suite, le XIXe siècle voit l'apparition d'autres royaumes peuls, l'empire peul du Macina et l'empire toucouleur qui existent jusqu'à la colonisation.

Les États de l'empire Wolof.

Sur le territoire sénégambien, les royaumes Wolof (royaume sérère du Sine, royaume sérère du Saloum, royaume du Baol, royaume du Cayor, royaume du Waloo) se mettent en place à partir du XIIIe siècle ; ils connaissent eux aussi un système de castes. Ils existeront jusqu'à la colonisation.
Dans l'aire Yoruba, l'Empire d'Oyo devient, au XVe siècle, l'un des plus puissants royaumes de la région. Il est victime, au XIXe siècle, des attaques des Peuls et des Haoussas, Oyo est détruite en 1815 et la zone est finalement colonisée par les Européens.
Un peu plus au sud, vers le début du xVe siècle, dans ce qui correspond pour la majeure partie à l'actuelle république du Congo, le Royaume du Kongo se forme sous l'égide de son premier roi, plus ou moins mythique, le roi forgeron Lukeni lua Nimi,. Il est peuplé de Bantous, arrivés sur des territoires à l'origine peuplés par des Pygmées. Le royaume entre en contact avec les Portugais dès le XVe siècle et le roi Nzinga Nkuwu se convertit au christianisme dès 1491. Pour des raisons politiques, il revient au paganisme peu de temps après mais il crée le début d'une dynastie chrétienne,. Le royaume pratique un lucratif commerce esclavagiste, d'abord avec les Portugais, puis, à partir du XVIIe siècle, avec d'autres Européens, Néerlandais, Britanniques et Français,. À l'est du Kongo, sur le territoire de l'actuelle République démocratique du Congo, on connaît, au XVIe siècle, l'empire Luba, en fait plutôt constitué d'une union lâche de petits royaumes. Les Lunda, culturellement et géographiquement proches des Lubas, présentent au XVIe siècle une organisation similaire à ceux-ci, le royaume Lunda. Toujours dans la zone Kongo, le royaume Kuba, au nord du royaume Lunda, se fait jour au XVIIe siècle.
Sur le territoire de l'actuel Mali naît au XVIIe siècle le royaume bambara de Ségou qui s'étend de Djenné à Bamako. Les Bambara forment un peuple mandingue non islamisé. Le royaume est l'objet d'un intense brassage ethnique et social au contact de l'Islam et des Berbères touareg. Il tombe au XIXe siècle sous l'influence peule.
La côte et l'hinterland de la zone des Guinées, de l'actuelle Guinée-Bissau jusqu'au Cameroun, partie sud de la côte de Guinée, correspond à une zone forestière dense. Les populations vivant là, Krou, Akan… ne forment pas d'États centralisés, leur organisation sociale étant centrée autour du noyau familial. Le royaume Ashanti ne se constitue que tardivement, au XVIIIe siècle, par unification de chefferies de l'intérieur de l'actuel Ghana. Il est dirigé par un roi élu,.
Voisin de celui des Ashanti, le royaume de Dahomey, issu de l'influence Yoruba, se constitue lui aussi au XVIIIe siècle. Ses fondateurs veulent se ménager un accès à la mer et au commerce d'esclaves. Le royaume est une monarchie absolue fortement hiérarchisée et il est, au moins théoriquement, vassal de l'Empire d'Oyo. Sa prospérité repose sur le commerce esclavagiste avec les Européens.

#### Afrique de l'Est
La côte orientale de l'Afrique est, sans doute bien avant, mais, avec certitude, au moins depuis l'Antiquité, une zone d'échanges entre le continent d'une part, et l'Asie et l'Europe d'autre part. On trouve des mentions l'attestant dans Le Périple de la mer Érythrée, datant du Ier siècle ou du IIIe siècle ainsi que dans la géographie de Ptolémée, datée du IIe siècle et, dès avant l'islam, on possède des témoignages d'échanges commerciaux avec l'Égypte et la Grèce. Dès les débuts de l'islam, la côte des zandj, comme la nomment les auteurs arabes, est peuplée par une population métissée ; des immigrants venus des émirats du golfe persique, de l'Inde et de Perse s'installent sur la côte et prennent femme dans la population noire, créant la culture swahilie,. L'organisation politique est constituée de différentes villes côtières, indépendantes les unes des autres, qui pratiquent le commerce maritime, y compris esclavagiste, depuis fort longtemps et ne s'occupent de l'hinterland que pour s'en défendre. Cette culture est originale car elle est essentiellement urbaine, à l'inverse de la quasi-totalité du reste de l'Afrique subsaharienne.
Plus à l'intérieur, vers 1000 av. J.-C., la région des Grands Lacs est une zone d'accueil des populations issues de l'expansion bantoue. C'est probablement là qu'elles auraient acquis et développé la maîtrise de la métallurgie du fer,. Il s'y crée le noyau linguistique du bantou oriental. Depuis cette zone, les mouvements de population vers le sud s'accélèrent ; les Bantous atteignent l'Afrique australe vers les débuts de l'ère chrétienne, progressant entre 100 et 500 apr. J.-C., La zone interlacustre entre les lacs Albert, Kivu, Tanganyika, Kyoga et Victoria est donc originellement peuplée par des populations pygmées, précocement métissées avec des Bantous. Au début de l'ère chrétienne, d'autres vagues plus récentes de populations pastorales atteignent la zone ; ce fait est évoqué dans toutes les traditions orales. Dans ce contexte, le royaume du Rwanda se serait formé vers le xiiie siècle ou le xive siècle. Toujours au XIVe siècle, se serait créé, dans ce qui correspond à l'Ouganda actuel, l'empire du Kitara dont la réalité historique est contestée,. Successeur du Kitara, le royaume Bunyoro est connu au XVIe siècle, il est progressivement supplanté, à partir du XVIIe siècle, par le royaume Bouganda, État vassal à l'origine,. Aux XVIIe et XVIIIe siècles, le Bouganda et le Rwanda sont les deux « superpuissances  [sic] » de la région interlacustre, jusqu'à la colonisation européenne.

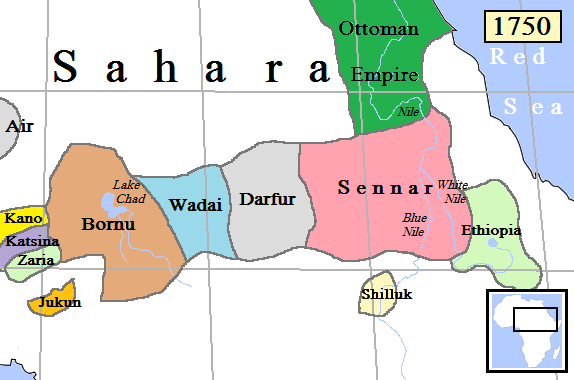
Afrique du centre-est au XVIIIe siècle.

Au centre-est du continent, à l'est du Tchad actuel, on recense le royaume du Ouaddaï, à partir du xive siècle, le sultanat du Darfour, dans la zone de l'actuel Soudan, qu'on ne connaît qu'à partir du XVe siècle, le royaume du Baguirmi, à partir du XVIe siècle, le royaume du Kordofan, sans doute initialement christianisé au contact de Koush, le sultanat de Sennar, ancienne entité politique christianisée, dirigée ensuite par des Fung musulmans à compter du XVIe siècle, et la monarchie shilluk, datant du XVIe siècle. Ces États connaissent des guerres fréquentes et des dominations réciproques jusqu'à l'arrivée des Européens.
Les Maasaï, pasteurs nomadisants, venus sans doute d'une zone comprise entre le Nil et le lac Turkana, s'installent dans une partie des actuels Tanzanie et Kenya, entre le XVe et le XVIIe siècle. Ils connaissent, jusqu'à aujourd'hui, une organisation politique basée sur des clans et une organisation sociale fondée sur des classes d'âge,.

#### Afrique australe
Sur les hauts-plateaux de l'actuel Zimbabwe, des civilisations métallurgistes se développent entre la fin du XIIe et le milieu du XVe siècle. Au milieu du XVe siècle, des populations rozvi arrivent, peut-être en provenance de la région des grands lacs. À la fin du XVe siècle, le Monomotapa, État des Karanga (des Shona), domine tout le plateau. Sa capitale, abandonnée vers 1450, le Grand Zimbabwe, a été construite, à partir du XIe siècle, sur un site (faiblement) peuplé dès la préhistoire. Les Portugais commercent avec le royaume, riche en or. Au XVIe siècle, l'empire affaibli est partagé en quatre territoires (le Monomotapa d'origine restant le plus important) qui continuent à commercer avec les Portugais. En 1629, ces derniers parviennent à imposer un roi à leur solde qui se déclare vassal du royaume du Portugal. En 1693, Changamire, chef des Rozvi, vassal émancipé du Monomotapa, chasse les Portugais. Vers 1830, Zimbabwe et d'autres villes sont saccagées et leurs habitants chassés par les Nguni, qui fuient Chaka, le conquérant zoulou,,.

Le Maravi à son apogée, vers 1650.

Dans une zone qui correspond à peu près au Malawi, au nord du Mozambique et à une partie de la Zambie actuels, des Bantous arrivent au XIIIe siècle et s'établissent ; ils constituent à partir du xive siècle le royaume Maravi qui atteint son apogée au XVIIe siècle,. Il décline à partir du XVIIIe siècle et est définitivement mis à mal au XIXe siècle par les raids yao et les invasions nguni, consécutives au Mfecane,,. Le Malawi devient protectorat britannique à la fin du XIXe siècle.
L'extrémité sud du continent est, à l'origine, peuplée par des chasseurs-cueilleurs San et des pasteurs Khoïkhoï. En 1652, la ville du Cap est fondée par la Compagnie néerlandaise des Indes orientales. Ce n'est, à l'origine, qu'une escale destinée au ravitaillement des navires à destination de l'Inde. Mais la colonie du Cap créée autour de la ville s'étend progressivement, devenant une colonie de peuplement empiétant sur les terres Xhosa, ce qui donne lieu, au XVIIIe siècle, à des conflits armés, les premières guerres cafres. La colonie passe sous contrôle britannique en 1795, puis de nouveau sous contrôle néerlandais en 1803, avant de redevenir britannique en 1806.
Au nord de la Tugela et de la « mouvante » frontière de la colonie du Cap, la zone est dominée par trois grands groupes bantous, les Ngwane, établis aux abords de la Pongola, dans l'actuelle province sud-africaine du KwaZulu-Natal, la fédération ndwandwe, aux alentours de la baie de Maputo (baie de Delagoa à l'époque), dans le sud de l'actuel Mozambique, et la fédération mthethwa, établie entre l'océan Indien et les cours inférieurs de l'Umfolozi et de la Mhlatuze,. Ces États sont dotés d'un système centralisé de conscription qui se révèle crucial lors du déclenchement des conflits qui les opposent au début du XIXe siècle.
En effet, des tensions se font jour, entraînant des conflits armés et des déplacements de populations, sur fond de pénurie de terres, à la fin du XVIIIe et au début du XIXe siècle, au nord du pays nguni. Elles sont consécutives à un accroissement démographique (peut-être lié à l'adoption de la culture du maïs), à une importante sécheresse, à l'intensification de la traite esclavagiste par les Européens qui commercent via la baie de Delagoa et à la poussée des Blancs, les Trekboers, depuis Le Cap, vers l'est et le nord,,,,.
Une guerre oppose, en 1815, les Ngwane-Dlamini du roi Sobhuza Ier aux Ndwandwe menés par Zwide. En conflit pour les terres de la vallée de la Pongola, Zwide repousse les Ngwane vers le nord ; ils se réfugient sur les hauts-plateaux de ce qui deviendra le Swaziland,,. Après l'éviction des Ngwane, la fédération mthethwa de Dingiswayo et les Ndwandwe de Zwide restent face-à-face. Plusieurs conflits les opposent et, en 1818, Dingiswayo est tué par Zwide.
C'est alors que Chaka, dirigeant des Zoulous, à ce moment un clan de la fédération mthethwa, émerge politiquement. Lieutenant du défunt roi Dingiswayo, il prend sa place et impose un système social militariste ainsi que le nom de Zoulou à ceux qu'il gouverne. Il défait et soumet la fédération Ndwandwe, notamment à la suite de la bataille de Gqokli Hill en 1818, puis à celle de la rivière Mhlatuze en 1819. Sur le fondement de la fédération mthethwa, il crée ainsi le royaume zoulou. En 1820, celui-ci couvre une zone s'étendant de l'océan aux piémonts du Drakensberg et de la Pongola à l'Umzimkulu. Les populations Nguni fuient devant les guerriers de Chaka, accentuant ainsi le Mfecane. Elles se dirigent vers l'est et le nord, non sans adopter les tactiques militaires zouloues. Ainsi, des composantes Ndwandwe créent des royaumes nguni, « qui essaiment entre les lacs Malawi et Victoria, en Zambie, Malawi et Tanzanie actuels », comme les Kololo qui, au bout de vingt ans d'exode, dominent la région près des chutes Victoria, dans l'actuelle Zambie, vers 1840. Cela donne aussi lieu à la création par Soshangane du royaume de Gaza, près de l'actuelle Maputo. Autre acteur important du Mfecane, un vassal de Chaka, Mzilikazi, entre en rébellion et fuit vers le nord, entamant un périple de près de vingt ans et de 2 500 kilomètres. Il crée le « royaume itinérant » (sic), militariste et expansionniste des Ndébélé, qui s'installe d'abord au Transvaal (1826), puis, après plusieurs déplacements, au Zimbabwe actuel (1840). Son système social et militaire est inspiré de celui des Zoulous. Les Européens, à partir du milieu du XIXe siècle, commencent à pénétrer dans le royaume ndébélé, qui finit, comme le reste de l'Afrique australe, et donc comme le royaume zoulou, sous le joug colonial,. Le Mfecane entraîne un dépeuplement de la zone, notamment du Transvaal, ce qui laisse le champ libre aux colons Boers qui partent de la colonie du Cap à l'occasion du Grand Trek, vers 1835, fuyant la gouvernance britannique. Dans leur mouvement d'expansion, ils sont amenés à affronter les Zoulous (bataille de Blood River en 1838) outre les Xhosa.
Certains résistent cependant à la vague zoulou-nguni, parfois grâce à des accords avec les Européens ; ainsi les Tswana, installés au sud du Botswana (qui leur doit son nom) et dans le nord de l'actuelle Afrique du Sud, et les Sotho, installés dans la région du Lesotho (qui tire lui aussi son nom du peuple éponyme),,.
À la fin du XIXe siècle, l'Afrique australe est la seule zone du sous-continent à connaître une présence européenne significative à l'intérieur des terres. À partir de la Colonie du Cap, établie par les Portugais en 1691, passée sous contrôle néerlandais puis anglais, l'Afrique australe avait vu la formation des républiques boers, notamment Natalia (1839), la république sud-africaine du Transvaal (1852) et l'État libre d'Orange (1854), à l'issue du Grand Trek commencé en 1835,,.

## Géographie

### Géographie politique
Les États africains actuels s'inscrivent dans des frontières largement issues de la colonisation, avalisées et sanctuarisées par l'OUA en 1963.
Elles sont souvent qualifiées d'artificielles et, de ce fait, considérées comme causes de conflits, d'incohérentes car délimitant des espaces politiques structurellement déficients du point de vue économique, et d'illégitimes car ne correspondant pas à des réalités ethniques ou historiques antérieures, sachant qu'en outre, « la notion de frontière dûment bornée [est] culturellement étrangère [à l'Afrique subsharienne] », notamment dans les sociétés à « pouvoir diffus » qui présentent un mode d'organisation sociale où le gouvernement n'est pas centralisé mais partagé, où la terre n'est pas un bien que l'on possède et pour lesquelles l'État-nation à l'occidentale est un concept importé.
Certains font cependant remarquer que ces frontières ne sont pas entièrement artificielles, la frontière Niger-Nigéria suivant, par exemple, à peu près les contours d'un califat antérieur.
La malédiction économique des frontières est, elle aussi, relativisée : « l'affirmation du caractère pénalisant des frontières africaines fait partie d'une des nombreuses idées reçues. » L'appartenance ethnique et les langues véhiculaires partagées sur des territoires qui ne coïncident pas avec les délimitations de jure, causent une intense circulation interne, notamment des commerces transfrontaliers opérés par les membres d'une même ethnie et qui profitent aux États formels grâce aux recettes douanières qui peuvent représenter jusqu'à 30 voire 70 % du budget de certains États,. Le manque d'infrastructure conduit cependant à des « temps d'attente à la frontière » et donc à des coûts de transaction élevés. En définitive, les frontières africaines sont poreuses, faciles à franchir, de manière légale ou illégale, et constituent des opportunités pour les opérateurs économiques.
Regroupant quarante-huit pays (îles comprises), l'Afrique subsharienne est généralement subdivisée en quatre sous-régions, l'Afrique de l'Ouest, l'Afrique de l'Est, l'Afrique centrale et l'Afrique australe.

### Géologie
Du point de vue géologique, le continent proprement dit, porté par la plaque africaine, est séparé par la mer Rouge de la péninsule arabique, portée par la plaque arabique. La partie orientale du continent, à l'est du grand rift, dépend géologiquement de la plaque somalienne qui comprend aussi Madagascar, à l'est du canal du Mozambique. Le canal du Mozambique commence à se former il y a 135 Ma tandis que la mer Rouge résulte d'une ouverture relativement récente, à l'Oligocène, de l'immense assemblage des cratons africains, stabilisé il y a 600 Ma, qui n'a été que faiblement modifié depuis cette période,.
On distingue quatre principaux socles précambriens, le craton d'Afrique de l'Ouest, le métacraton du Sahara, le craton du Congo et le craton du Kalahari. Ils sont eux-mêmes formés de blocs plus petits qui, avec d'autres ancêtres de l'Amérique du Sud, de l'Australie et de l'Antarctique, composaient les paléocontinents à partir desquels s'était formée, au Carbonifère, la partie méridionale de la Pangée,. Certains cratons sont stables dès 3 Ga, sur lesquels se sont déposées des couvertures peu ou pas métamorphisées. Cette ancienneté est corrélée avec la richesse minérale du sous-continent. On trouve sur le continent des roches parmi les plus anciennes de la planète ; les gneiss de la Sand River, en Afrique du Sud, datent ainsi de plus de 3 Ga,,,.
La fracture du grand rift est-africain, qui a débuté il y a plus de 25 à 30 Ma,, a ouvert une vallée qu'on appelle le « berceau de l'humanité » car de nombreux fossiles d'Hominidés et de nombreux vestiges archéologiques très anciens y ont été découverts grâce aux conditions propices à la fossilisation qu'elle présente.

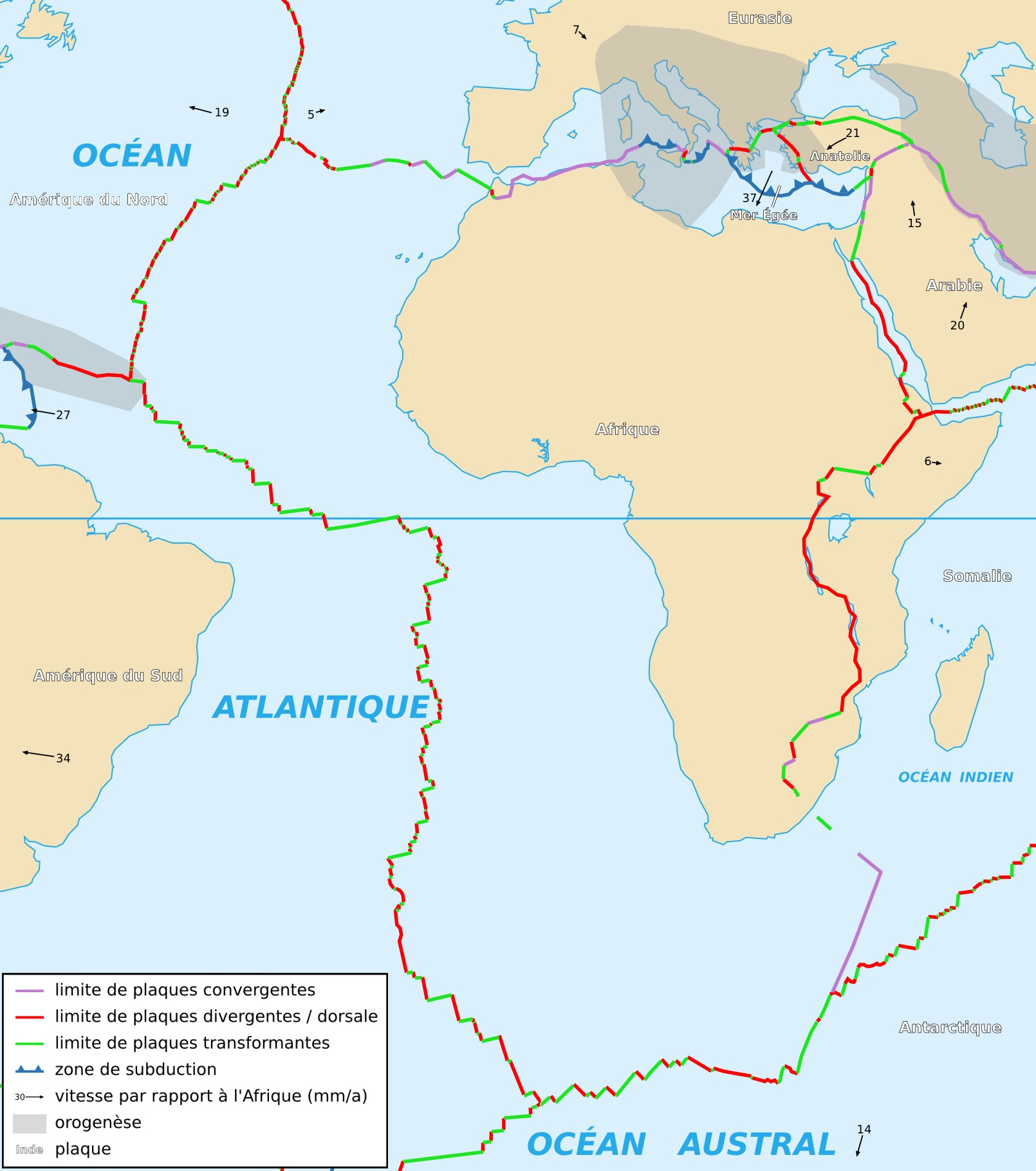
Plaque africaine.
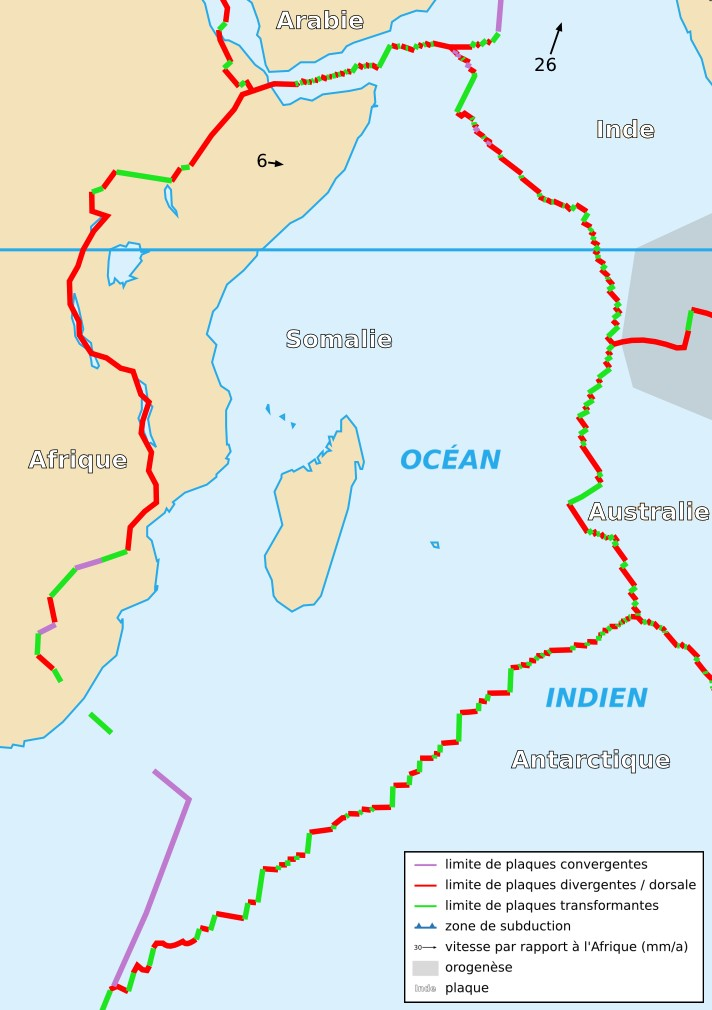
Plaque somalienne.
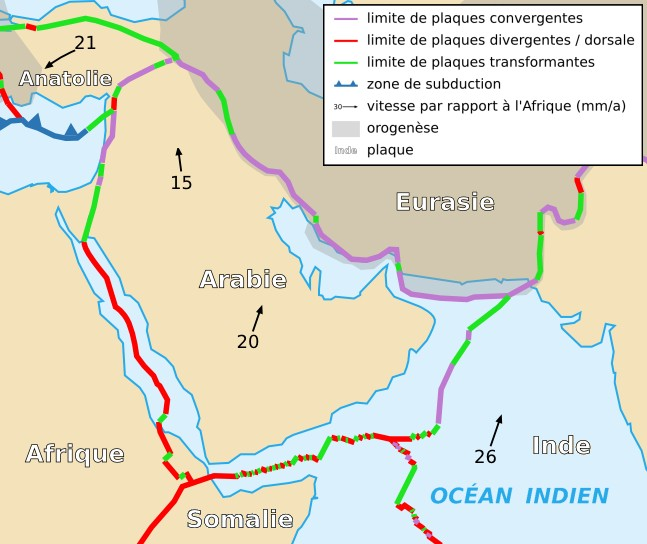
Plaque arabique.

### Géographie physique
| Lobito Port-Soudan |

L'échauffement et l'assèchement du climat africain, vers 5000 av. J.-C., font que le Sahara devient de plus en plus chaud et hostile. À l'occasion d'une évolution qui dure jusqu'aux alentours de 3900 av. J.-C., le Sahara connaît une période de désertification,. Une récession climatique importante se produit, entraînant une diminution des pluies en Afrique de l'Est et Centrale. Depuis cette époque, ce sont des conditions sèches qui prédominent en Afrique de l’est. Le Sahara devient un « hiatus climatique […] qui joue un rôle capital dans le cloisonnement géographique d'une grande partie de l'Afrique » car il est un obstacle à la circulation nord-sud ; Pierre Gourou parle de « hiatus isolant ».
Ainsi, le Sahara, le plus grand désert d'Afrique et le plus grand désert chaud du monde, couvre-t-il à lui seul une superficie de près de 8,6 millions de km2. Le Sahel, bande continue de savanes tropicales semi-arides située juste au sud du Sahara, couvre près de 2,7 millions de km2 et le désert du Kalahari, 0,9 million de km2 ; cela fait que les régions hyper-arides, arides et semi-arides représentent environ un tiers de la superficie totale du continent africain.
En matière d'orographie, on peut distinguer deux zones : « Une ligne tirée de Port-Soudan à Lobito diviserait, en diagonale, le continent entre une « Afrique haute » à l'est, de l'Éthiopie au Drakensberg, et une « Afrique basse », celle de l'ouest. À l'exception du mont Cameroun (4 070 m) et de l'Atlas marocain (4 071 m), toutes les hautes montagnes d'Afrique se placent à l'est de cette ligne. »

### Climats

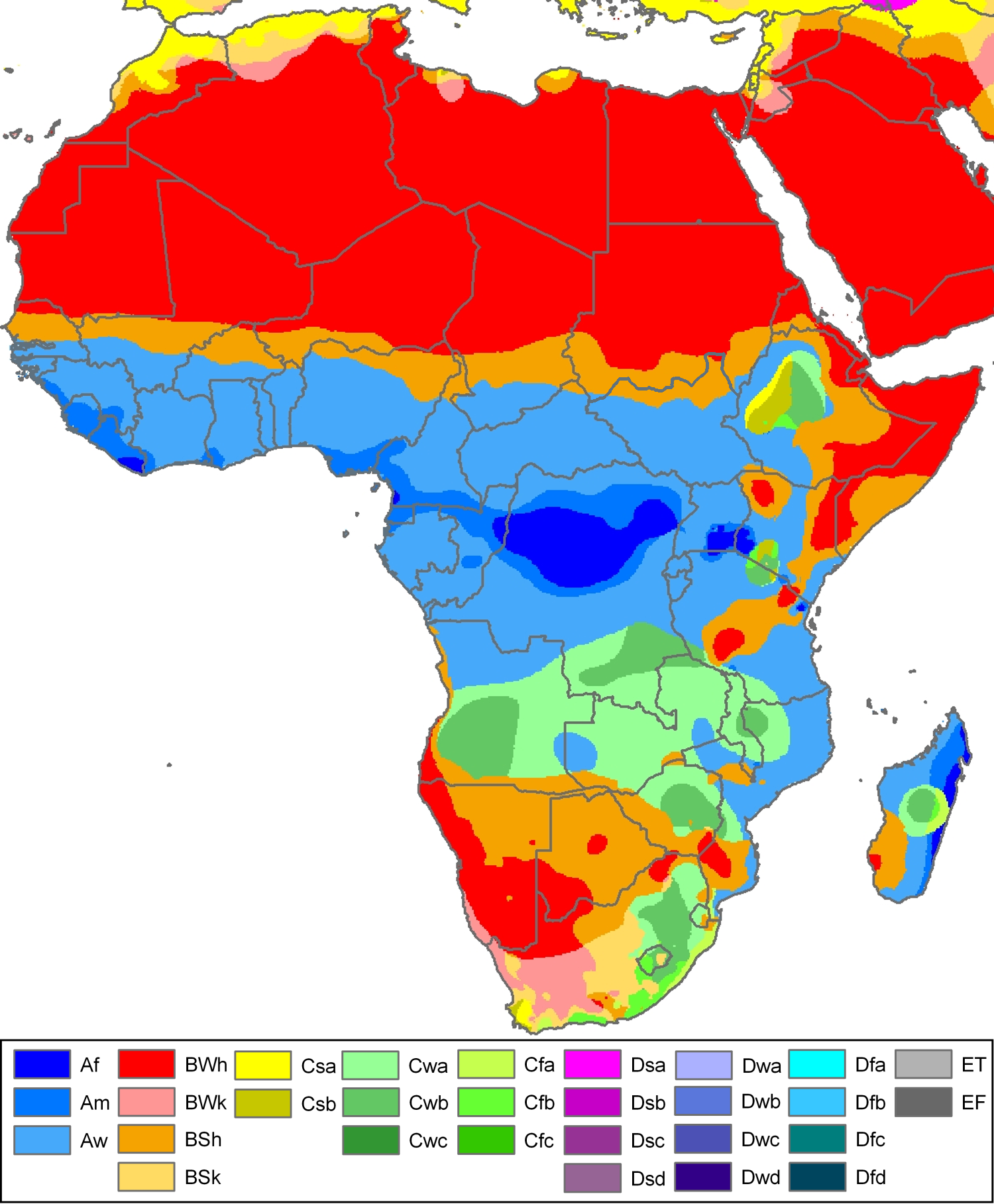
Climats en Afrique.

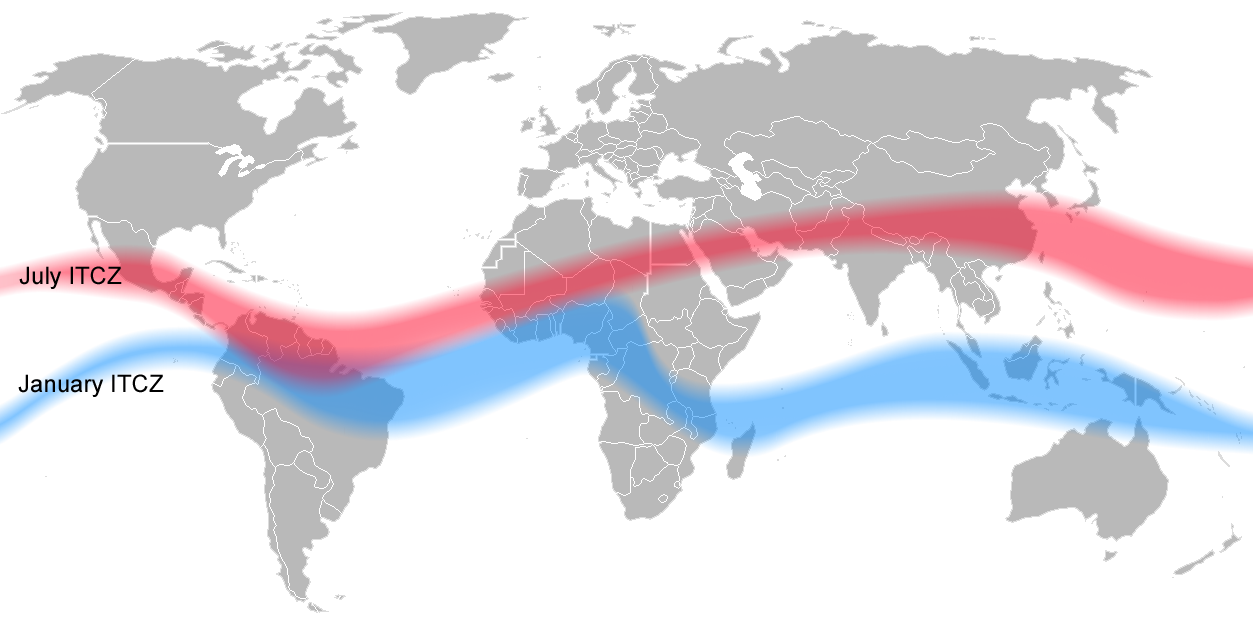
Position de la ZCIT en janvier (en bleu) et en juillet (en rouge).

Traversée presque en son milieu par l'équateur, comprise en majeure partie entre les deux tropiques, l'Afrique est un continent chaud, avec une température moyenne supérieure à 21 °C neuf mois sur douze et l'intensité du rayonnement solaire y est constamment forte. Les climats et la végétation qui leur correspond se définissent en fonction des variations pluviométriques plutôt que thermiques.
La pluviométrie est essentiellement dépendante des mouvements atmosphériques se produisant dans la zone de convergence intertropicale (ZCIT). Il s’agit, dans une zone comprise entre les tropiques et l'équateur, du mouvement ascendant d'un air humide apporté par les alizés. La montée en altitude rafraîchit l’air et l’humidité est relâchée sous forme de précipitations à hauteur de l'équateur, ce qui détermine des climats humides, climat équatorial au plus près de l'équateur et climat tropical de part et d'autre. L'air asséché converge ensuite vers les tropiques nord et sud, ce qui crée un climat aride à ces endroits, aux alentours des 20e parallèles nord et sud. Cela correspond au Sahara au nord, et au Kalahari au sud. Les déserts et les savanes prévalent également dans la corne de l'Afrique.
Les saisons, alternance entre les saisons sèches et humides, sont liées aux oscillations annuelles de la ZCIT. Ces oscillations sont un phénomène majeur pour le continent car il est dépourvu de chaînes montagneuses d'importance qui pourraient réguler le climat.
L'allongement de la saison sèche, quand on s'éloigne de l'équateur, caractérise le passage du climat équatorial accompagné de forêt dense au climat tropical, qui s'accompagne de forêts claires, puis de savanes lorsque la saison sèche est intense. Lorsque la saison sèche est largement dominante, la savane prend un caractère semi-aride avec, néanmoins, une saison des pluies intense mais très courte. C'est le cas du Sahel, notamment, où la steppe domine. Ensuite, les déserts apparaissent près des tropiques.
Enfin, le climat méditerranéen caractérise les côtes de l'Afrique du Nord et la pointe sud de l'Afrique du Sud.
Les amplitudes thermiques annuelles et journalières sont faibles en climat humide équatorial et tropical et s'accentuent lorsqu'on s'éloigne de l'équateur. Un facteur influençant l'amplitude thermique, notamment quotidienne, est la proximité des côtes, l'écart augmentant avec l'éloignement de celles-ci ; « au cœur du Sahara, les variations de température entre le jour et la nuit atteignent 20 degrés ».

### Environnement

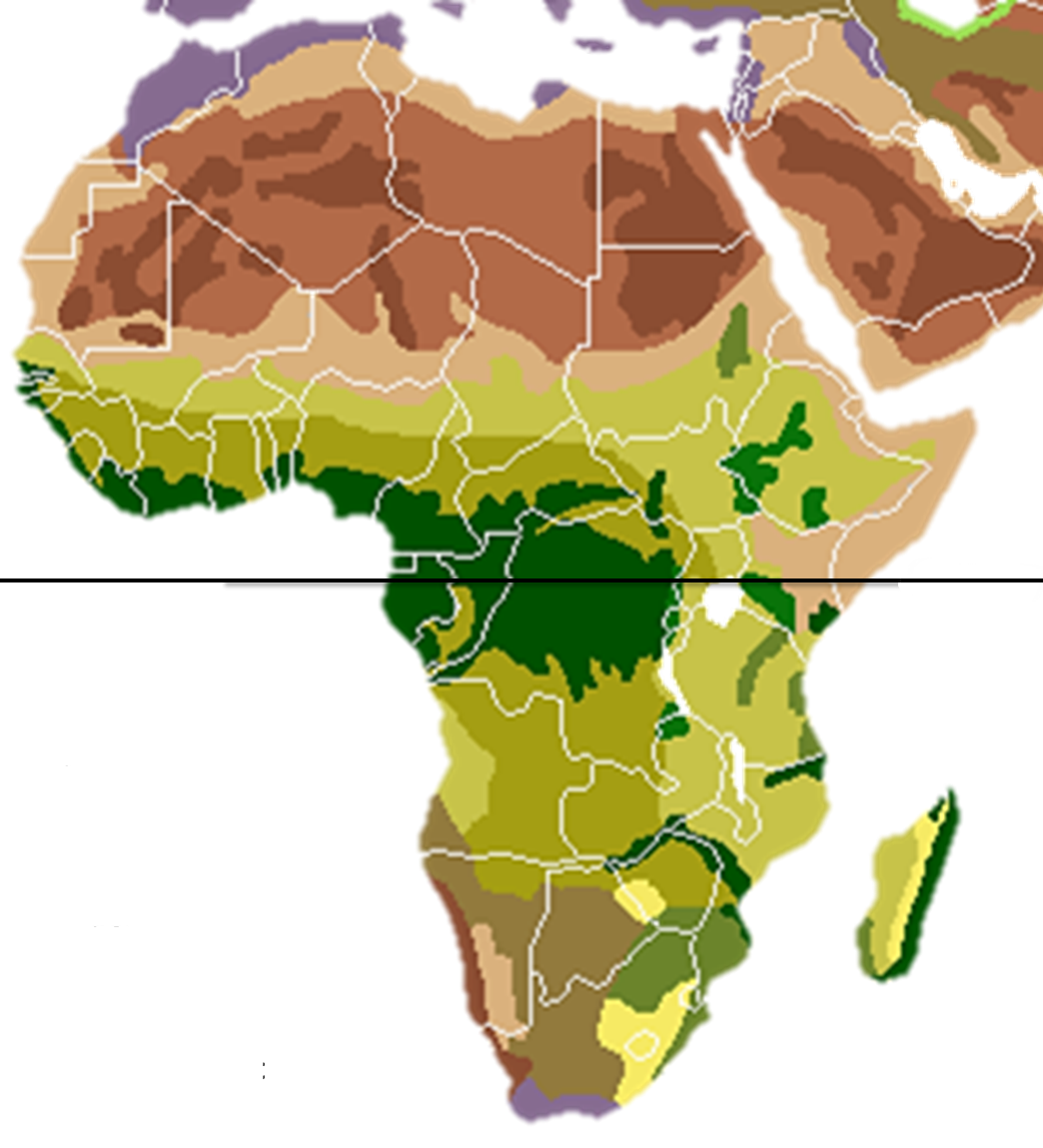
Biomes africains.
Prairies
Forêts sempervirentes subtropicales
Forêts sempervirentes méditerranéennes
Forêts de mousson
Déserts arides
Déserts et broussailles xérophytes
Savane aride
Déserts semi-arides
Savanes
Savanes et forêts claires
Forêts décidues sèches tropicales et subtropicales
Forêts décidues humides tropicales et subtropicales

C'est l'endroit de la planète où la biodiversité est la plus importante ; elle abrite le second plus grand massif forestier mondial (après celui de l'Amazonie), la forêt du bassin du Congo.
C'est aussi l'endroit de la planète le plus sensible aux variations climatiques, notamment celles de la pluviométrie : comme la majeure partie du continent est sous l'influence de la ZCIT, il est extrêmement sensible aux perturbations de celle-ci, notamment en Afrique de l'ouest,, même lorsque ces perturbations sont faibles. Ainsi, d'une année à l'autre, la saison des pluies peut varier en durée jusqu'à 30 %.
Soumis à la « variabilité et aux extrêmes climatiques » le sous-continent est l'un des plus fragiles et des plus en danger en la matière. Le « changement climatique va progressivement menacer la croissance économique de l'Afrique et la sécurité des populations » car « le climat de l'Afrique est déjà en train de changer et les impacts se font déjà sentir », aggravant les causes environnementales de l'insécurité alimentaire qui touche déjà le continent.

## Population et société

### Démographie
L'Afrique subsaharienne comptait environ 1,022 milliard d'habitants en 2017 d'après l'ONU, un chiffre qui devrait atteindre 1,5 milliard voire 2 milliards en 2050. Son taux de croissance annuel est de 2,3 %[réf. nécessaire]. Le sous-continent abrite quarante des cinquante pays ayant le plus haut taux de fécondité de la planète. Tous les pays présentent, à l'exception de l'Afrique du Sud (2,5) et des Seychelles (2,8), un nombre d'enfants par femme supérieur à 4.

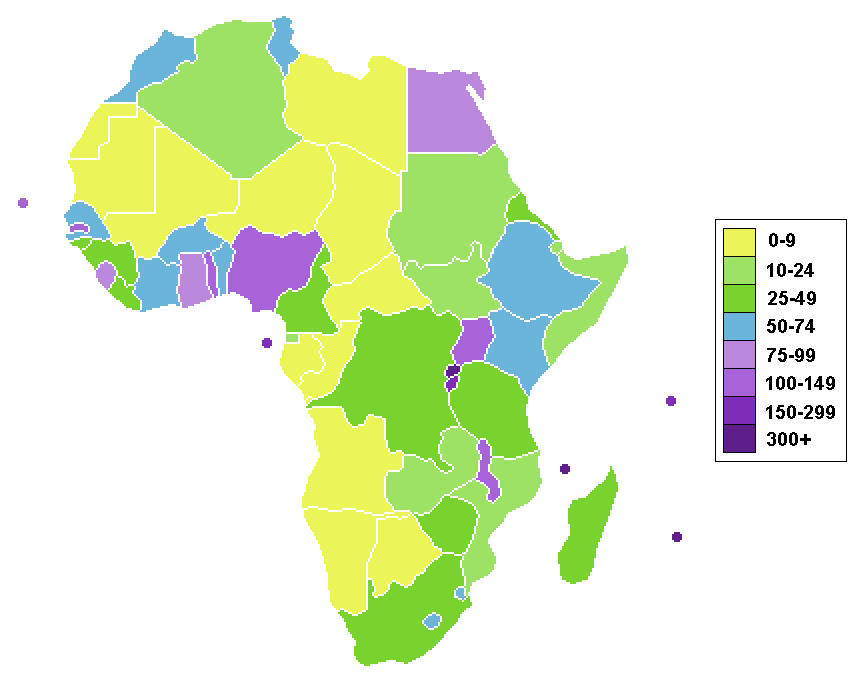
Densité de population en Afrique, 2006.

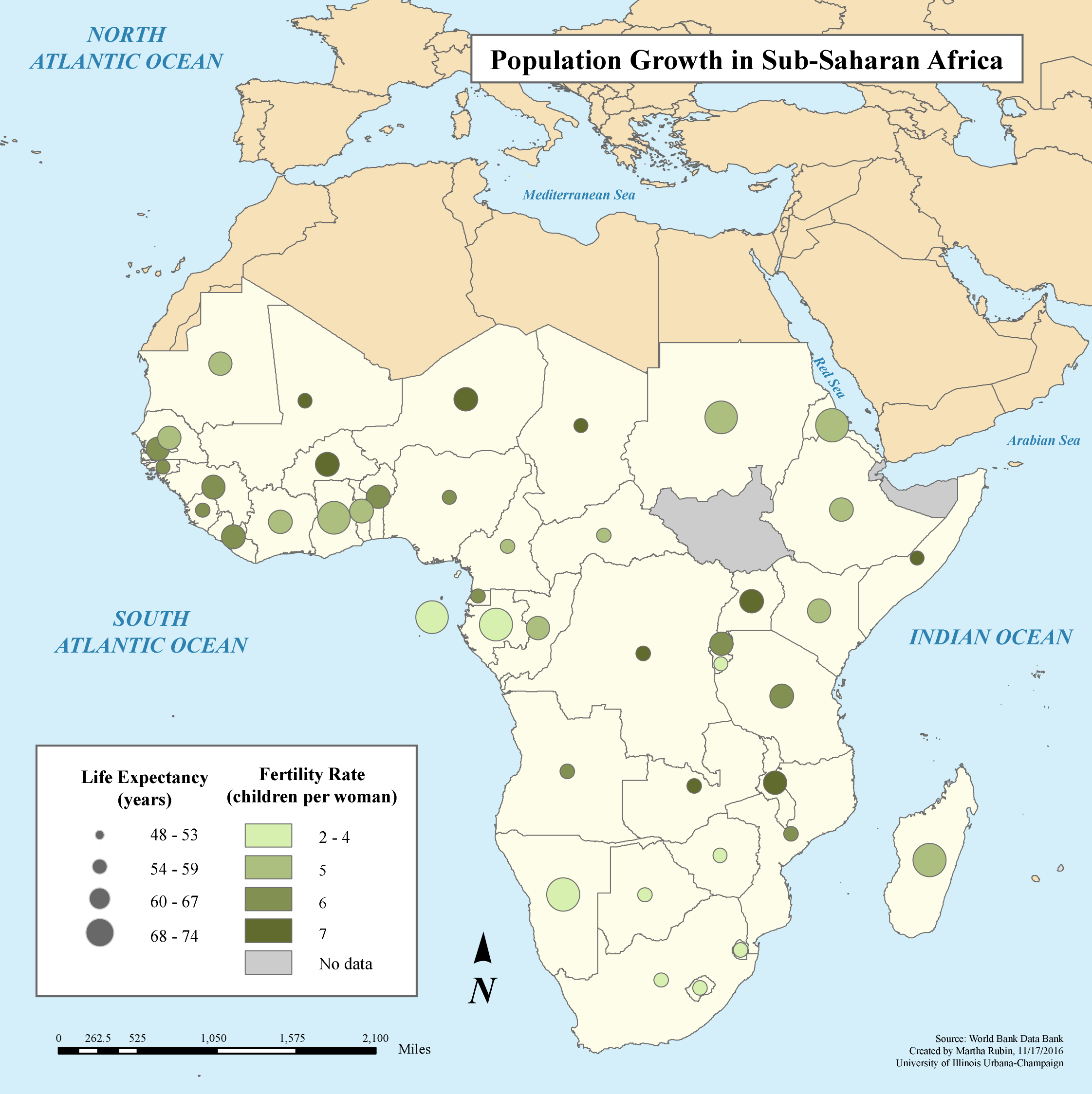
Taux de fécondité et espérance de vie en Afrique subsaharienne, 2016.

La situation démographique de l'Afrique subsaharienne conditionne sa situation économique actuelle et à venir,,, ; mais les effets futurs sont constrastés selon que l'on adopte un point de vue malthusien et afro-pessimiste ou non,. Le concept-clé est celui de « dividende démographique » : la Banque mondiale présente en 2015 un rapport intitulé « La transition démographique africaine : dividende ou désastre ? » qui expose qu'une partie de l'Asie a connu une situation similaire à celle de l'Afrique avant d'opérer sa transition démographique et de voir le décollage économique des tigres asiatiques,.
Pour les aspects positifs, on peut citer le fait que la concentration croissante des populations en ville crée des marchés solvables pour les agricultures locales et constater que l'accroissement démographique engendre un développement du marché de la téléphonie mobile : la croissance de la population est aussi celle de la consommation domestique et du développement économique qui l'accompagne notamment grâce aux « classes moyennes » qui croissent plus vite (3,1 %) que la population dans son ensemble (2,6 %). Dans ce contexte, la transition démographique du continent, entamée dans certains pays (Kenya, Sénégal, Botswana…), si elle se confirme, est une chance potentielle, grâce à la baisse du taux de dépendance qu'elle entraînerait avec une population active plus importante que celle des inactifs. Quelques pays (Ghana, Côte d’Ivoire, Malawi, Mozambique et Namibie) ont déjà été identifiés comme étant sur cette voie.
Les positions malthusiennes, à rebours, invitent à considérer la croissance de la population comme un fardeau en parlant de « suicide démographique », avançant que la transition démographique est loin d'être globalement acquise et que les taux de dépendances sont, pour l'heure, extrêmement élevés. De même, les investissements, notamment en éducation, qui devront accompagner la transition démographique pour la transformer en vraie chance, sont considérables et encore à venir. Enfin la création d'emploi qui devrait et devra absorber les nouveaux entrants sur le marché du travail est, pour l'heure, en panne.

### Santé
L'Afrique subsaharienne reste la région du monde où l'on enregistre le plus fort taux de mortalité infantile (75,5 ‰ contre 39,1 ‰ en moyenne mondiale). Mais un rapport conjoint de l'Unicef, l'OMS et la Banque mondiale souligne que des progrès notables ont été accomplis. Ce taux a en effet diminué entre 1990 et 2010 dans la plupart des États concernés, à l'exception de la Somalie, du Zimbabwe et du Cameroun. Quatre pays — Madagascar, le Liberia, l'Érythrée et le Malawi — sont même en passe d'atteindre les objectifs du millénaire pour le développement (OMD). Ce plan, adopté en l'an 2000 par les Nations unies, a pour but d'éradiquer la pauvreté dans le monde d'ici à 2015. Parmi les moyens d'y parvenir figure la réduction de la mortalité infantile de deux tiers avec une cible à 58 ‰ pour l'Afrique subsaharienne.
Sur le plan sanitaire, elle est frappée par le sida, outre les taux élevés de mortalités maternelle et infantile et un accès limité aux soins de santé. Concernant l'insécurité alimentaire, quoique la situation reste préoccupante, le nombre des mal nourris en Afrique subsaharienne a régressé en proportion, passant de une personne sur trois en 1990 à une personne sur quatre en 2015,. On constate cependant une reprise à la hausse de la malnutrition (dans le monde et en Afrique) depuis 2014. La principale cause influant sur la malnutrition est la prévalence des conflits et non la disponibilité alimentaire stricto sensu.

### Éducation
Malgré les hausses des taux de scolarité au cours des dernières décennies, des millions de jeunes, surtout des filles, ne reçoivent pas d'enseignement élémentaire,.

### Alimentation

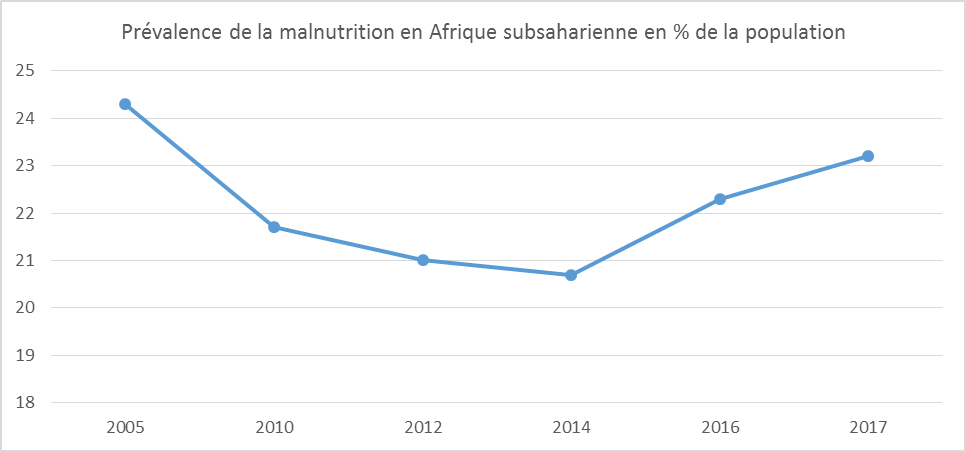
Évolution de la malnutrition en Afrique subsaharienne, de 2005 à 2017.

En 2015, le quart de la population de l'Afrique subsaharienne est sous alimentée. La prévalence de la sous-alimentation est de 41 % en Afrique centrale, 32 % en Afrique de l'Est, 10 % en Afrique de l'Ouest et 5 % en Afrique australe.

## Économie
L'Afrique subsaharienne est la partie du continent la plus démunie en matière économique ; elle dispose, en 2016, d'un PIB par habitant d'environ 3 460 dollars PPA/an, et, en 2018, d'un IDH de 0,541. La fiabilité des statistiques concernant le sous-continent est cependant sujette à caution et les chiffres tendent à être minorés.
Par ailleurs, il n'y a pas nécessairement de lien univoque entre le niveau de développement économique, la santé et la malnutrition. Ainsi, malgré un niveau de revenu par habitant cinq fois inférieur, l'Éthiopie présente de meilleurs indicateurs sanitaires que le Nigeria : mortalité infantile 47 ‰ (78 ‰ au Nigeria), mortalité maternelle 350 ‰ (630 ‰ au Nigeria). De la même manière, l'aridité est corrélée avec la malnutrition mais, pour des raisons politiques, elle sévit lourdement en République démocratique du Congo, pourtant un des pays les plus arrosés de la planète. La principale cause de malnutrition est liée aux conflits armés qui frappent les pays concernés.

### Productions d'énergies

#### Productions d'énergies renouvelables
Bien que bénéficiant d'un ensoleillement exceptionnel (un km2 de désert reçoit en moyenne par an « une énergie solaire équivalent à 1,5 million de barils de pétrole. La surface totale des déserts sur la planète entière fournirait plusieurs centaines de fois l'énergie utilisée actuellement dans le monde »), et malgré quelques projets de coopération et développement sur ce thème, l'Afrique subsaharienne manque d'infrastructure de production solaire et éolienne, laissant en 2017 encore un demi-milliard de personnes sans accès à l'électricité selon un rapport de la Banque mondiale de février 2017. Les pays africains sont en retrait quant à leurs politiques d'accès à l'énergie, notamment celle renouvelable : « Jusqu'à 40 % d'entre eux sont dans la zone rouge, ce qui veut dire qu'ils ont à peine commencé à prendre des mesures pour accélérer l'accès à l'énergie », selon la banque mondiale. Quelques pays (en 2017 : le Kenya, la Tanzanie, l'Ouganda et d'autres) se classent mieux et l'Afrique du Sud est en meilleure situation énergétique.
Le projet Desertec, qui visait à couvrir 0,3 % des 40 millions de km2 de déserts de la planète en centrales solaires thermiques, permettrait de couvrir les besoins électriques de la planète en 2009 (environ 18 000 TWh/an),, mais plutôt au profit de pays riches périphériques, semble avoir été au moins provisoirement gelé,.